# Granchain
Granchain, dénommée jusqu'au 3 octobre 2008 Grandchain, est une ancienne commune française, située dans le département de l'Eure en région Normandie, devenue le 1er janvier 2016 une commune déléguée au sein de la commune nouvelle de Mesnil-en-Ouche.

## Géographie
Granchain se situe dans le département de l'Eure à la limite nord du pays d'Ouche.
Entouré par les communes de Sainte-Marguerite-en-Ouche, Saint-Aubin-le-Vertueux, Saint-Clair-d'Arcey, Corneville-la-Fouquetière et Saint-Aubin-le-Guichard, Granchain est à mi-chemin entre Bernay (au nord) et Beaumesnil (au sud).

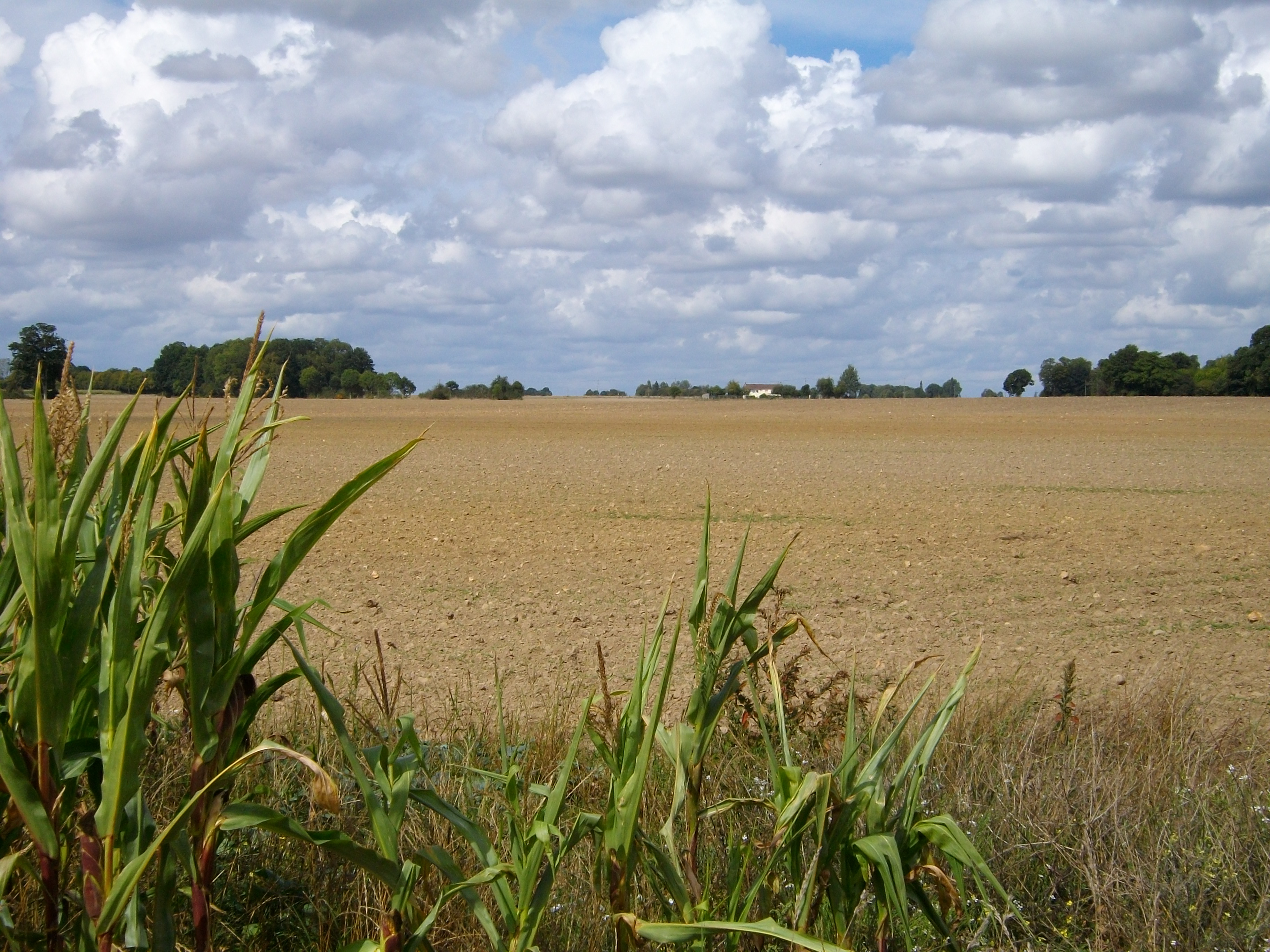
Paysage de Granchain

 C'est un petit village avec un habitat dispersé en hameaux sur un plateau où se succèdent des bois et des champs voués à l'agriculture et l'élevage, paysage traditionnel du pays d'Ouche qui « n’a rien changé à ses mornes étendues entre l’orée des bois, et seul y compte la magnificence du nuage, sur l’outremer atmosphérique » (La Varende).
Ses habitants sont appelés les Granchinois et les Granchinoises.

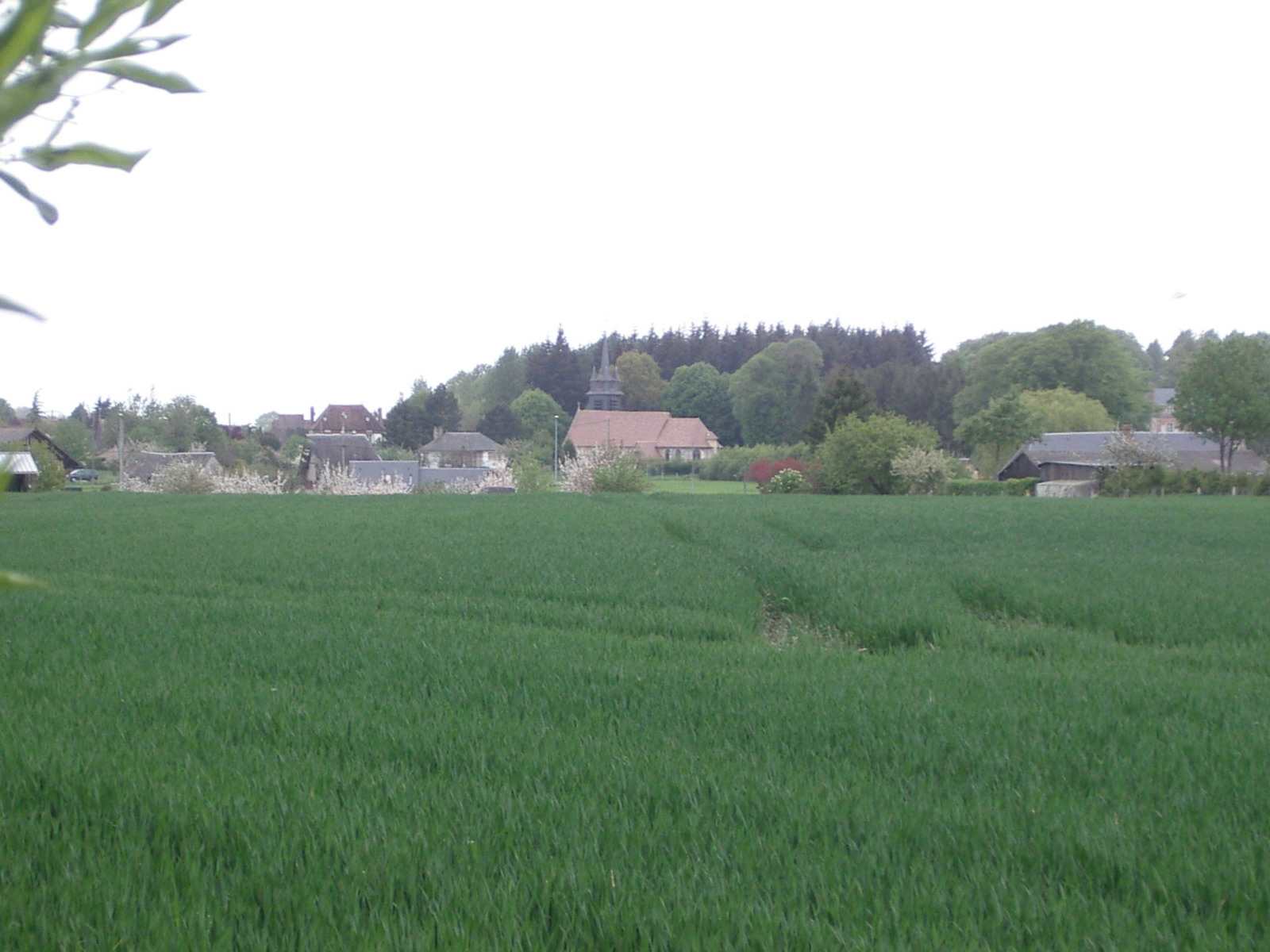
Village de Granchain

## Toponymie
Granchain est attesté sous les formes Grant Kahin vers l'an 1000 (dotalitium de la reine Judith); Grantchain en 1391 (titre); Granchehen en 1400 (dans des archives notariales de Bernay); Grancheen en 1419 ; Granchan en 1469.
L'élément Kahin semble se retrouver au féminin dans Cahaignes (Cahainnes 1134) et Chaignes (Cahaniis sans date), autres communes de l'Eure. En outre, on note dans l'Ouest : Cahagnes (Calvados, Chaaines 1135, Kahaignae 1203, une famille de Cahaignes / Cahagnes a donné les Keynes de Grande-Bretagne) et Chahaignes (Sarthe, Chahannae IXe siècle).
Jean Adigard des Gautries (1889-1974), Fernand Lechanteur (1910-1971) et à leur suite René Lepelley (1925-2011) ont proposé le bas latin catanus « genévrier » avec le suffixe collectif -eus, précédé de l'adjectif roman grand, d'où le sens global de « grand bois de genévriers ». Ernest Nègre (1907-2000) reprend la même explication en mentionnant l'origine « préceltique » de catanus. Le mot latin tardif cata a donné l'ancien provençal cada « genévrier », dont est issu le français cade (huile de cade). Albert Dauzat n'a pas traité ce toponyme, mais considère les types Cahaignes, Chaignes, Cahagnes et Chahaignes comme semblables et issus du latin Cadanea, alors que Cadenet (Vaucluse, Cadaneto, Cadenato fin Xe siècle) basé sur le même nom d'arbre serait construit avec le suffixe -etum, qui a donné la terminaison -ey, -ay / -oy dans le nord de la France et dont la forme féminine -eta a donné le suffixe français -aie servant à la formation de collectif d'arbres (cf. chênaie, hêtraie, etc.).
François de Robillard de Beaurepaire (1928-2020) reste sceptique sur ces explications. En effet, aucune forme ancienne des différents Cahaignes; Chaignes; Cahagnes et Chahaignes n'est du type *Catanea, *Cadenea. En outre, le suffixe collectif féminin -ea / -ia, masculin -eus / -ius n'a guère été utilisé dans la toponymie du nord de la France dans les formations toponymiques basées sur un nom d'arbre et ce, contrairement à la toponymie occitane (cf. occitan : La Fage « la hêtraie » / La Cassagne « la chênaie » correspondants des Fy, Fay / Le Queney, Le Quesnoy, Le Chesnay du nord de la France.
Les recherches sur la botanique régionale montrent que les junipéraies occupent de façon primaire les corniches et les vires rocheuses calcicoles ou siliceuses qui surplombent la Seine et quelques rares sites en Basse-Normandie et que l'habitat secondaire des junipéraies est associé aux systèmes pastoraux extensifs hérités des traditions de parcours (ovin et caprin) et de pâturage maigre (bovin). On peut donc en déduire compte tenu de la situation géographique de Granchain, de la nature de ses sols et des pratiques d'élevage que la probabilité pour que des genévriers aient été présents avant l'an 1000 y est très faible.
La forme Grant Kahin, qui s'oppose à la forme *Grant Chahin (non attestée) d'où Grandchain, révèle une fluctuation de la ligne Joret dans cette partie du pays d'Ouche qui est mise en évidence par la toponymie.

## Histoire

### Granchain et la Gaule romaine
À l'époque gauloise, le site de Granchain faisait probablement partie du domaine des Lexovii car, selon le Dr Raoul Doranlo, archéologue, sa limite orientale devait passer à l'Est de Fontaine-l'Abbé, de Saint-Clair-d'Arcey et de Granchain et serait restée stable jusqu'au IIIe siècle.
Des hachettes de pierre trouvées dans les parages du chemin avoisinant les lieux-dits Le Beuron et La Tringale situés sur la commune de Granchain tendent à prouver l'origine gauloise de l'axe antique qui reliait l'ancienne cité d'Uggade à Lisieux et Sées passant par Beaumont-le-Roger et Les Jonquerets. Mais c'est la découverte de nombreuses briques, tuiles, poteries et médailles romaines au long du parcours de cette route, elle-même bordée de buttes, mottes, vigies ou castelliers, qui en atteste l'antiquité. Le lieu-dit La Tringale conserve par ailleurs le souvenir d'une construction antique.

### Granchain et le Moyen Âge
Avant le Xe siècle, la localité de Granchain était attachée à un moulin, sans qu'on connaisse l'époque à laquelle elle s'est constituée en paroisse.
Lors de la cession de la Neustrie occidentale à Rollon, devenu comte de Rouen, en 911, la Carentonne et ses localités voisines dont Granchain (globalement la région de Bernay) sont passées sous son contrôle. Vers les années 995-1008, Granchain, mentionné comme Maitgrant Kahin, est détaché du domaine ducal pour former la dotation de la reine Judith de Bretagne (982-1017) lors de son mariage avec Richard II de Normandie (963-1026). Pour des raisons inconnues, Judith ne disposa pas de sa dotation en faveur de son abbaye de Bernay.
En regard des successions, au XIe siècle, le domaine de Granchain appartenait très probablement à la famille Alis ou Alys. Guillaume Alis, premier du nom, aurait participé à la conquête de l'Angleterre à partir de 1066. Son petit-fils, Guillaume Alis, troisième du nom, étant mort sans enfants, c'est Guillaume de Sacquenville qui hérita de ses fiefs.
Vers 1119, Éloi Le Blanc, chevalier et seigneur d'un fief à Granchain, donne à l'abbaye du Bec par l'entremise de Luc, archidiacre d'Évreux, les deux tiers de la dîme qui lui appartient. En 1199, Jean de Sacquenville, suzerain du lieu, et son frère Gilles approuvent les largesses faites à l'abbaye du Bec par Éloi Le Blanc et ils renoncent à toutes prétentions sur la dîme donnée aux religieux. Cette famille a donné son nom au Fief-Au-Blanc, qui appartint au moins entre 1403 et 1709 à la famille Le Gras, laquelle posséda par ailleurs les fiefs de La Chouquetière et Orville (ou Auréville) à Granchain, Le Rosay à Courbépine, ainsi que Le Hazay-Piquet et Le Moulin-Anchère à Saint-Aubin-le-Vertueux. 
À la fin du XIIIe siècle, messire Raoul d'Harcourt, seigneur de Carentonne, hérite du domaine de Granchain par son mariage avec Jeanne de Sacquenville. Devenu sire de Granchain, son fils Jean d'Harcourt mourut vers 1390 sans laisser de descendance de son mariage avec Jeanne d'Estouteville. Sa sœur et héritière, Isabeau d'Harcourt, épousa en premières noces Pierre de Mauvoisin, chevalier, seigneur de Serquigny. À la mort de son mari, elle épousa en secondes noces Jean d'Achey ou d'Aché, dit « le Grand Gallois », dont elle eut trois fils et une fille. L'aîné, Jean d'Achey dit « le Petit Gallois » pour le distinguer de son père, devint seigneur de Granchain. En 1420, le roi d'Angleterre Henri V retira le manoir de Granchain au « chevalier rebelle » Jean d'Achey, et le donna à sir Thomas Walton (ca 1370 – ca 1450), anobli par lettres patentes données en septembre 1418, qui devint en 1425 speaker de la Chambre des Communes du roi Henri VI, et qui portait : "d'argent, à un chevron de sable accompagné de trois annelets du même". Quelques années plus tard, « le Petit Gallois » récupéra finalement Granchain.
Avec le mariage de Marie d'Achey, fille du "Petit Gallois", avec Hue d'Avoise, la seigneurie de Granchain passe à la famille de ce dernier. Ainsi, c'est en tant que seigneur de Granchain, du Homme et du Val-Jardin que le chevalier Jehan d'Avoise († après 1478) fut signalé comme absent lors de la Montre tenue les 17 et 18 mars 1469 à Beaumont-le-Roger par Louis, bâtard de Bourbon († en 1487), comte de Roussillon en Dauphiné, amiral de France et lieutenant-général de Normandie.

### Granchain à l’Époque moderne
Selon le Pouillé du Diocèse d'Évreux, François d'Avoise (...-1529), fils de Jehan d'Avoise et mari de Jeanne d'Orbec, présenta à la cure de Granchain en 1514. Selon la même source, son fils Jean présenta aussi à la cure de Granchain en 1541. Mais la famille d'Avoise s'éteignit et le fief de Granchain passa alors à la famille du Rouyl, qui possédait par ailleurs la seigneurie de Bray.
Florence du Rouyl, fille d’honneur de Diane de Poitiers (1499-1560), duchesse de Valentinois, puis de Catherine de Médicis (1519-1589), apporta vers 1550 les fiefs de Granchain et du Mesnil-Simon, à son mari Charles-Robert du Quesnel († le 25 décembre 1567), baron de Coupigny et seigneur d’Anet.
Charles-Robert du Quesnel présenta à la cure de Granchain en 1561. De son union avec Florence du Rouyl naquirent au moins quatre enfants : Gabriel Ier, Florence, Jeanne-Charlotte et enfin Françoise du Quesnel.
C'est comme seigneur et patron de Granchain en 1575, mais aussi marquis de Coupigny, baron de Saint-Just, seigneur du Mesnil-Germain et chevalier de l’ordre de Saint-Michel, que Gabriel Ier du Quesnel († après 1598) fut nommé à la tête d’une compagnie d’ordonnance de 50 lances. Il avait épousé en 1res noces le 6 août 1577 Isabeau d’Alègre, devenue marquise d’Alègre en 1599, qui lui donna : Gabriel II du Quesnel, Jean du Quesnel, baron de Saint-Just, marié en 1609 à Philiberte de Polignac, Marguerite du Quesnel, Pierre du Quesnel, Charlotte du Quesnel, qui prit le titre de "baronne de Granchain", morte sans descendance de ses deux alliances avec Nicolas de Salcède, vicomte de Blacqueville, et Isaac de Briqueville, et enfin Anne du Quesnel. De l'alliance que cette dernière contracta vers 1620 avec Gédéon de Pigace, chevalier, « patron de Carentonne » en 1611-1624, seigneur de Sémerville en 1620 et de La Saussière en partie, depuis remarié à Renée de Canouville, vint Anne II de Pigace, laquelle recueillit la succession maternelle, dont Granchain.
En 1646, Anne II de Pigace (ca 1609-1689), dame et patronne de Saint-Méloin de Sémerville, de Bois-Panthou, de Granchain, de La Saucière aux Frétils, du Bocage et des Frétils, épouse en premières noces Pierre de Raveton, écuyer, seigneur de Chauvigny, chevalier de l’ordre du Roi, et en secondes noces en 1616 à Rouen Jean III de Mauduit (1586 Lisieux - 1645), veuf en premières noces de Geneviève Hallé de Canteloup (1596 Rouen - av. 1628). Lui-même écuyer et seigneur de La Rosière, du Pontif à Coquainvilliers, d’Argentelle à Manerbe en 1640, du Val-du-Theil et des Parfontaines à Fierville-les-Parcs, Jean III de Mauduit fut successivement lieutenant du gouverneur de Lisieux, gentilhomme ordinaire de la chambre du Roi en 1639, maître d’hôtel du Roi, conseiller du Roi et maître ordinaire en sa chambre des Comptes de Rouen en 1613, anobli par lettres patentes données en mai 1622 au camp de Sainte-Foy, confirmées la même année, enregistrées l'année suivante en la cour des Aides de Rouen, révoquées par l’édit de septembre 1664, et enfin confirmées en 1697.
En sa qualité de dame et patronne de Granchain, Anne II de Pigace présenta à la cure du village en 1646. Ce sont probablement Jean III de Mauduit et Anne II de Pigace qui vendirent le fief de Granchain, sans doute après 1652, à François II Liberge (ca 1612 - Granchain 14 novembre 1661), fils de maître Emery Liberge et de son épouse Charlotte de Monteilles. Écuyer, vicomte baillivial et juge criminel ès vicomtés de Plasnes et d’Échanfray à Notre-Dame-du-Hamel jusqu’à 1653 au moins et frère servant en la charité de Sainte-Croix de Bernay en 1653-1654, le nouveau seigneur de Granchain fut anobli par lettres patentes données en septembre 1649 par le jeune roi Louis XIV et enregistrées en la Cour des Aides de Normandie à Rouen le 2 avril 1650, bien que ses ancêtres aient pris la qualité de nobles depuis la seconde moitié du XVIe siècle.
Ces patentes précisent que François II Liberge demeurait alors à Orbec. Enfin, François II Liberge fut procureur de François Feydeau de Brou († en 1666), abbé de Bernay. Écuyer, licencié ès-lois, il exerçait la charge de sénéchal de la baronnie de Bernay le 12 octobre 1652. Son acte d’inhumation rédigé en 1661 par son cousin André de Monteilles, curé de Grandchain, le désigne ainsi : « escuyer, seigneur et patron de cette paroisse, honneur très considérable pour l’exercice de la justice et autres […] dont il estoit doüé ». D’une épouse encore inconnue, il eut au moins 3 enfants, lesquels auraient renoncé à la qualité de nobles lors de la recherche commencée en 1666.

### Granchain et la période révolutionnaire
Avec la période révolutionnaire, c'est surtout la question de la constitution civile du clergé qui agite la population de Granchain.
Ainsi, Jacques Bénard, curé de Granchain, se cache. En septembre 1792, il est déclaré émigré et condamné en tant que tel à la déportation, en application de la loi du 26 août 1792.
Marie-Catherine Bertrand, sœur de Saint-Vincent, née à Granchain vers 1760 et hospitalière à Angers comparaît devant le citoyen Berger, maire de la commune d'Angers et refuse le serment. Elle sera alors conduite aux Pénitentes puis traduite devant une commission militaire et condamnée à la déportation. De même, Jacques Bertrand, né le 14 mars 1765 à Granchain, tonsuré en 1785, ordonné en 1788 et professeur au collège d'Evreux, annonce le 15 janvier 1791 qu'il est prêt à jurer fidélité à la Constitution mais il se ravise, ne prête pas serment et il est destitué.
Un certificat du 21 pluviôse an II (9 février 1794) donne écho aux prédications d'inspiration révolutionnaire et très anti-papiste du curé de Granchain. Il s'agit du "prêtre constitutionnel" Denis qui a été mis en place à Granchain. Celui-ci déclare que les prêtres catholiques sont réfractaires à la loi et qu'ils n'ont pas juré à cause de leur orgueil. Un jour où il se fait réprimander par un paroissien pour avoir uriner contre l'église, il répondit qu'il n'y avait pas de décret pour l'empêcher de faire de l'eau ! Il abandonnera l'exercice de son culte le 22 ventôse an II (12 mars 1794).
Parallèlement, des prêtres non assermentés continuent d'exercer clandestinement aux alentours, en particulier des mariages. C'est ainsi qu'en 1797 des paroissiens de Granchain, de Sainte-Marguerite-en-Ouche, de Saint-Aubin-le-Guichard et de Saint-Clair-d'Arcey se cotisent pour avoir des ornements et habits sacerdotaux à l'usage des prêtres catholiques pour exercer leur ministère de la religion chrétienne.
Pendant ce temps, la famille de Liberge restait influente sur la paroisse, de manière toute particulière, en cette fin de XVIIIe siècle, avec Guillaume Jacques Constant de Liberge de Granchain (1744-1805), écuyer, seigneur et patron de Granchain, amiral de France. Celui-ci avait épousé le 1er juillet 1782 au château de Sémerville sa cousine germaine Marie Françoise Amélie de Mauduit de Carentonne (1763-1812), de 19 ans sa cadette. Le 28 fructidor de l'an II (14 septembre 1794) la nouvelle municipalité de Beaumesnil leur donna un certificat de résidence à Granchain aux noms de citoyen Guillaume Jacques Constant Liberge Granchain et citoyenne Françoise Amélie Mauduit. Le 8 pluviôse an VII ou 28 janvier 1799, les citoyens Pierre Le Fevre et Jacques Desmottes, respectivement domestique et jardinier de l'amiral de Granchain, déclarèrent à la mairie du village a mort du citoyen Pierre Dupressoir, « mandians cherchant sont pein, agé de viron quatre vingt douze ans », survenue le jour même à 9 heures du matin, dans le château de Granchain, où il demeurait depuis environ 2 ans, après avoir vécu environ 15 ans à Saint-Clair-d’Arcey.

### Granchain et la guerre de 1870
Après que la France ait déclaré la guerre à la Prusse le 19 juillet 1870, le conflit tourna rapidement au désastre. Ce qui restait des armées françaises tenta de résister. Des volontaires s'engagèrent, des unités de la Garde nationale mobile regroupées en bataillons départementaux firent face aux Prussiens, et des francs-tireurs harcèlent les arrières de l'ennemi. En Normandie, les mobiles de l'Eure, de la Loire-Inférieure renforcés par ceux de l'Ardèche et des Landes livrèrent combat jusqu'en janvier 1871.

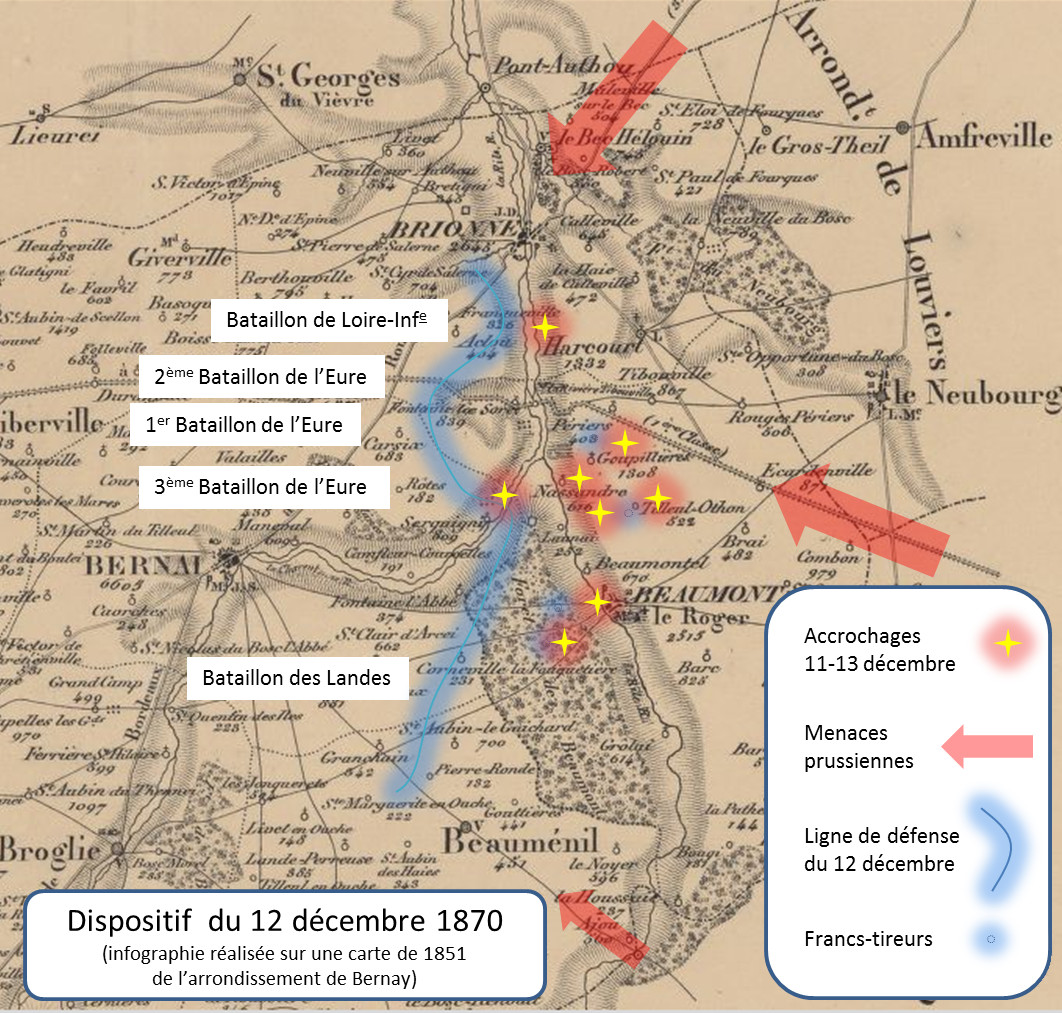
Depuis la prise de Rouen le 5 décembre par les Prussiens, la défense du nœud ferroviaire de Serquigny (ligne Caen-Rouen) n'est plus un enjeu stratégique. Le dispositif de défense est réorganisé pour protéger Bernay des menaces venant de Rouen ou d’Évreux.

En décembre 1870, la vallée de la Risle fut choisie comme ligne de défense stratégique avec comme avant-poste le nœud ferroviaire de Serquigny situé au cœur d'un triangle dont les trois branches se dirigaient vers Rouen, Caen et Paris. Les francs-tireurs de Bernay prirent position en forêt de Beaumesnil et traversèrent donc Granchain. L'entrée des Prussiens à Rouen le 5 décembre modifia la situation. Le 12 décembre 1870, alors que des désordres se produisaient à Bernay, le commandement militaire décida de prendre des positions défensives en avant de la ville, sur les hauteurs dominant la rive gauche de la Risle, face à la menace prussienne qui arrivait de Rouen (ville prise le 5 décembre) et d’Évreux (ville prise le 6 décembre). En conséquence, le 1er bataillon de l'Eure fut envoyé à Rôtes, le 3e à Carsix, et le 2e autour du carrefour des routes de Rouen à Bernay et de Paris à Caen, dit "Carrefour de Malbrouck". Le bataillon de la Loire-Inférieure occupa les côtes d'Aclou et le bataillon des Landes, Fontaine-l'Abbé et Granchain. En même temps, plusieurs compagnies de francs-tireurs furent envoyées à l'Est de la ligne de défense pour connaître les positions de l'ennemi.
La saison ne permit pas de camper et les soldats ne reçurent pas de vivres. Les mobiles des Landes avec leur blouse et leur pantalon de toile bleue n'étaient pas équipés contre le froid. Ce n'est donc que dans les lieux habités qu'ils pouvaient trouver un abri et de la nourriture. Un mobile du Vexin témoigna du bon accueil réservé par la population de Bernay et de ses environs, mais aussi des conditions de neige et de gel particulièrement éprouvantes (jusqu'à - 15 °C) pour les soldats en ces difficiles journées de décembre 1870.
Le 14 décembre, les troupes prussiennes qui avaient investi puis pénétré dans Beaumont-le-Roger évacuèrent cette ville, mais le 15 décembre les Prussiens étaient à Montfort-sur-Risle et Pont-Authou et des renseignements nombreux annoncèrent de Rouen 15.000 Prussiens, et une quarantaine de canons marchant sur Brionne et Serquigny. Le commandant du bataillon des Landes, dont une partie des troupes était à Granchain, reçut alors l’ordre de regrouper ses troupes à Fontaine-l'Abbé.
La contre-offensive du général Louis Faidherbe (1818-1889) vers Amiens fit faire demi-tour aux Prussiens qui repartirent vers Rouen. Le bataillon des Landes regroupé à Fontaine-l'Abbé fut renforcé et reprit sa progression vers Saint-Denis-des-Monts, puis Thuit-Hébert, pour ensuite participer aux combats de Maison-Brulée et de Château-Robert, avant la terrible attaque prussienne du 4 janvier 1871, qui sonna l'heure de sa débâcle vers Pont-Audemer, puis Honfleur et Pont-l'Évêque.
Après les ultimes combats (21 et 22 janvier 1871) de la guerre de 1870-1871 à Bernay et à Orbec contre le XIIIe corps prussien commandé par le grand-duc de Mecklembourg-Schwerin (1851-1897), le 24 janvier 1871 des Prussiens de la 22e Division d'infanterie aux ordres du général von Rheinbaben traversèrent Granchain alors qu'ils se rendaient de Broglie au Neubourg. Granchain connut un meilleur sort que Conches-en-Ouche qui fut livrée au pillage.

## Politique et administration
| Période                                  | Période  | Identité        | Étiquette | Qualité              |
| ---------------------------------------- | -------- | --------------- | --------- | -------------------- |
| mars 2001                                | 2008     | Maurice Couzin  |           |                      |
| mars 2008                                | En cours | Daniel Perdriel | DVD       | Agriculteur retraité |
| Les données manquantes sont à compléter. |          |                 |           |                      |

## Démographie
L'évolution du nombre d'habitants est connue à travers les recensements de la population effectués dans la commune depuis 1793. À partir du 1er janvier 2009, les populations légales des communes sont publiées annuellement dans le cadre d'un recensement qui repose désormais sur une collecte d'information annuelle, concernant successivement tous les territoires communaux au cours d'une période de cinq ans. 
Pour les communes de moins de 10 000 habitants, une enquête de recensement portant sur toute la population est réalisée tous les cinq ans, les populations légales des années intermédiaires étant quant à elles estimées par interpolation ou extrapolation. Pour la commune, le premier recensement exhaustif entrant dans le cadre du nouveau dispositif a été réalisé en 2005,.
En 2013, la commune comptait 210 habitants, en évolution de −7,89 % par rapport à 2008 (Eure : +2,66 %, France hors Mayotte : +2,49 %).
| 1793 | 1800 | 1806 | 1821 | 1831 | 1836 | 1841 | 1846 | 1851 |
| ---- | ---- | ---- | ---- | ---- | ---- | ---- | ---- | ---- |
| 285  | 326  | 364  | 360  | 342  | 362  | 341  | 341  | 323  |

| 1856 | 1861 | 1866 | 1872 | 1876 | 1881 | 1886 | 1891 | 1896 |
| ---- | ---- | ---- | ---- | ---- | ---- | ---- | ---- | ---- |
| 312  | 304  | 303  | 247  | 250  | 241  | 230  | 225  | 190  |

| 1901 | 1906 | 1911 | 1921 | 1926 | 1931 | 1936 | 1946 | 1954 |
| ---- | ---- | ---- | ---- | ---- | ---- | ---- | ---- | ---- |
| 204  | 201  | 204  | 182  | 183  | 190  | 175  | 179  | 153  |

| 1962 | 1968 | 1975 | 1982 | 1990 | 1999 | 2005 | 2010 | 2013 |
| ---- | ---- | ---- | ---- | ---- | ---- | ---- | ---- | ---- |
| 158  | 157  | 176  | 157  | 181  | 225  | 237  | 204  | 210  |

## Lieux et monuments

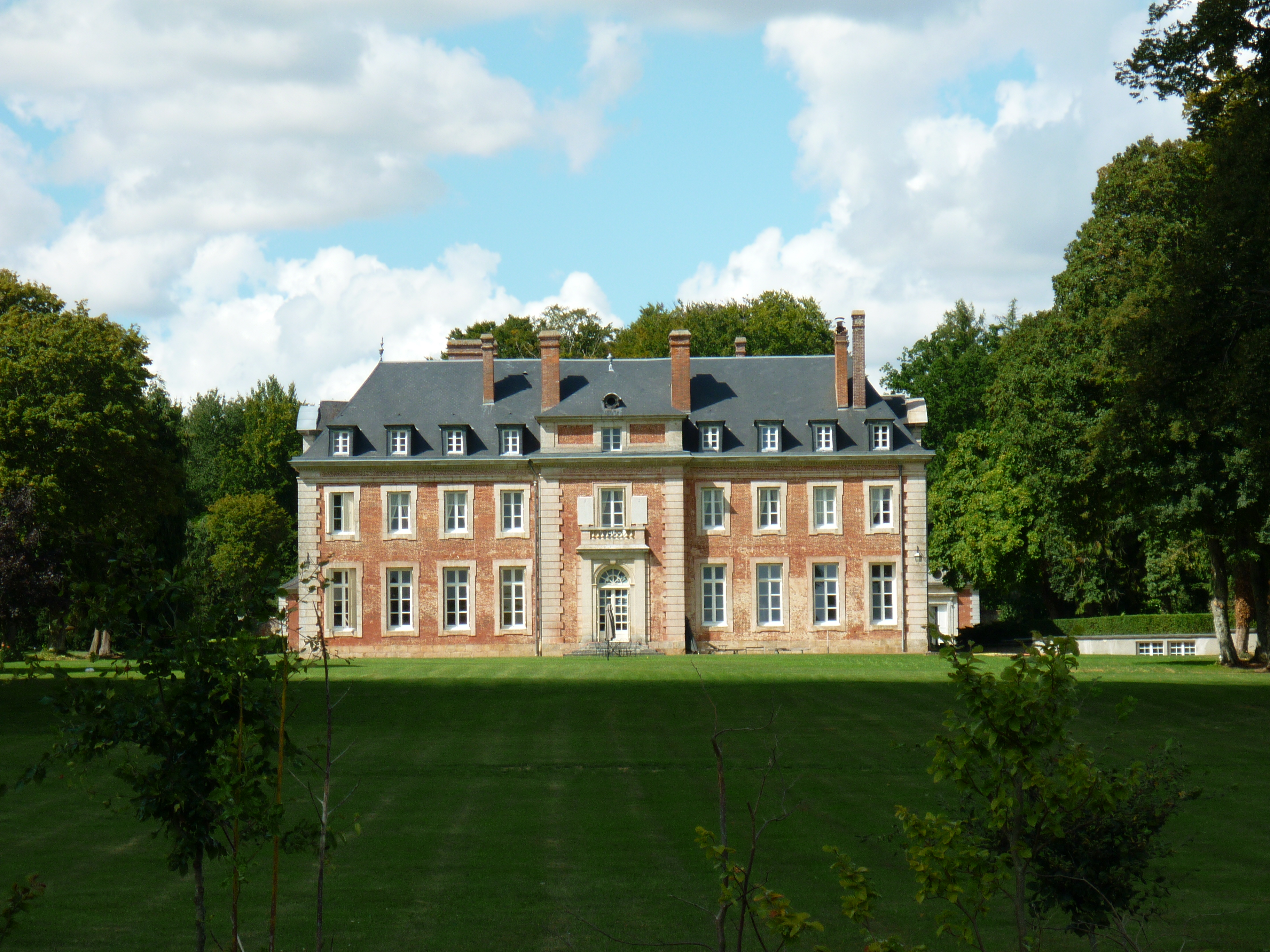
Le château de Liberge de Granchain.

Le château de Granchain fut construit dans le style Louis XVI entre 1783 et 1785, sur les plans que l'amiral de Granchain avait tracé lors de ses voyages en mer, à l'emplacement d'un vieux manoir mentionné depuis 1119. C'est l'architecte bernayen Jacques Fresnel (1755-1803) qui fut chargé des travaux. Jacques Fresnel épousa en 1785 Charlotte-Augustine Mérimée, l'une des filles de François Mérimée, avocat, dont il eut Augustin Fresnel (Broglie 1788 - Ville-d'Avray 1803). Charlotte-Augustine Mérimée était la tante de l'écrivain Prosper Mérimée (1818-1870). Quant à l'amiral de Granchain, il rapporta d'Amérique du Nord graines et semences de plusieurs essences d'arbres qu'il planta dans le parc et dans tous les environs du château.
Après lui, le château de Granchain passa successivement à ses descendants : jusqu'en 1892 aux Deshais de Forval, qui portaient "d'azur, à trois fasces d'argent" , et à partir de 1893 aux La Barre de Nanteuil qui portent "de gueules, à trois merlettes d'argent". Après avoir appartenu en 1903-1907 à Jacques Cardon, baron de Montigny (Saint-Léger-de-Rôtes 26 mai 1865 - ibidem 6 septembre 1935), officier de réserve au XXIe régiment d'Infanterie, qui portait : "d'azur, à une fasce d'or accompagnée de six quintefeuilles d'argent, rangées trois en chef et trois en pointe"  et fut le père de la comtesse Antoine de Maupeou d'Ableiges (1899-1978), il passa dans les années 1920 à la famille de l'industriel Victor du Lac de Fugères (Yssingeaux 17 avril 1870 - Saint-Maurice-de-Lignon 17 novembre 1928), qui fit venir des exploitants hollandais pour cultiver ses propriétés, et qui portait : "d'azur, à deux têtes de lions adossées d'or, au chef du même." En 1966, le domaine fut acheté par l'Œuvre de l'Hospitalité du Travail, association loi de 1901, reconnue d'utilité publique et ayant pour but d’aider moralement et matériellement les femmes qui, par suite de circonstances accidentelles ou habituelles, ne sont pas en mesure de gagner normalement leur vie. Sous la houlette des sœurs de Notre-Dame du Calvaire de Gramat, dans les Causses, qui le baptisèrent du nom de leur fondateur, le bienheureux Pierre Bonhomme (1803-1861), l'OHT demeura jusqu'en 2007 au château de Granchain, avant que ce dernier ne fût revendu à un particulier.

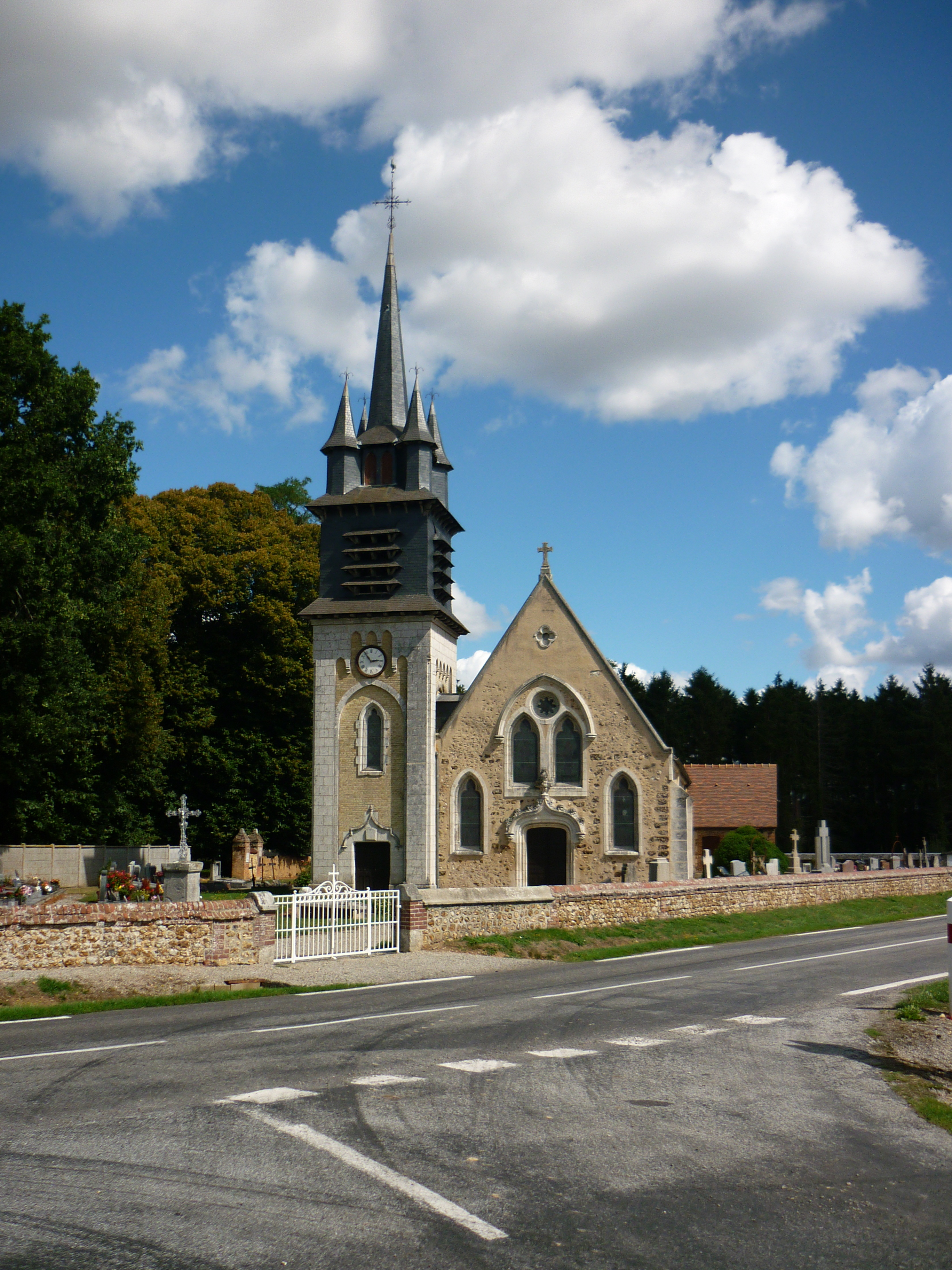
Église Saint-Pierre de Granchain (face Ouest).

L'église Saint-Pierre présente un gros œuvre en partie du XIIe siècle, des baies repercées au XVIe siècle, ainsi qu'un chœur et une nef reconstruits au XVIIIe siècle. À la suite d'un incendie dû à la foudre, une campagne de restauration générale fut entreprise en 1880 par l'architecte Ludovic Renou (Laigle 1833 - ap. 1906), architecte du département de l'Eure de 1866 à 1880, sous la houlette du maître d'œuvre Daniel Darcy (Cateau-Cambrésis 20 mars 1823 - 23 novembre 1904), architecte diocésain d'Évreux depuis le 10 août 1872. Dans le style néo-gothique flamboyant, ces derniers ajoutèrent des ouvertures de pierre et construisirent un nouveau clocher, inspiré de celui de l'église paroissiale Notre-Dame de la Couture à Bernay, depuis basilique.

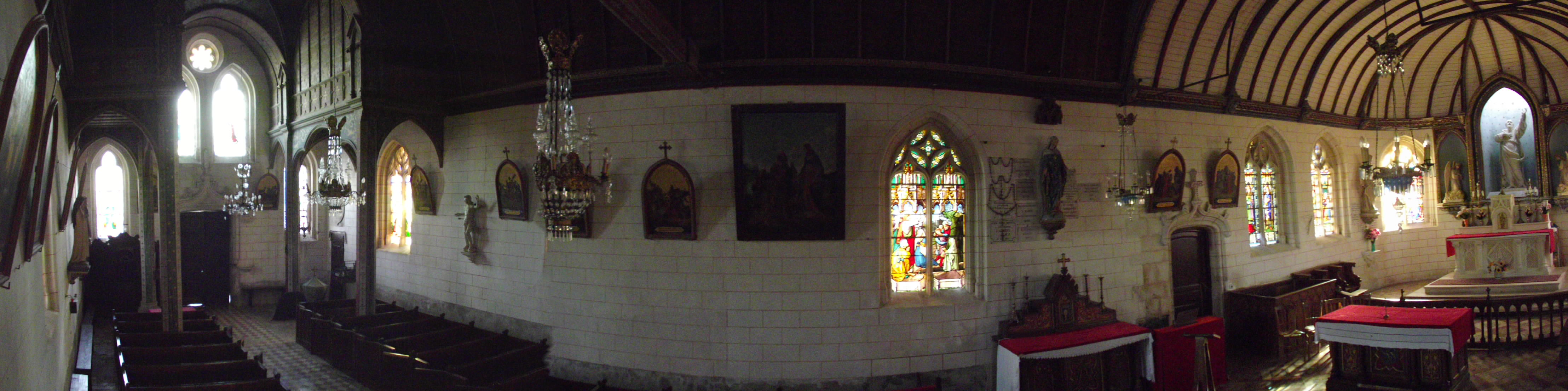
Vue panoramique intérieure de l'Église Saint-Pierre de Granchain

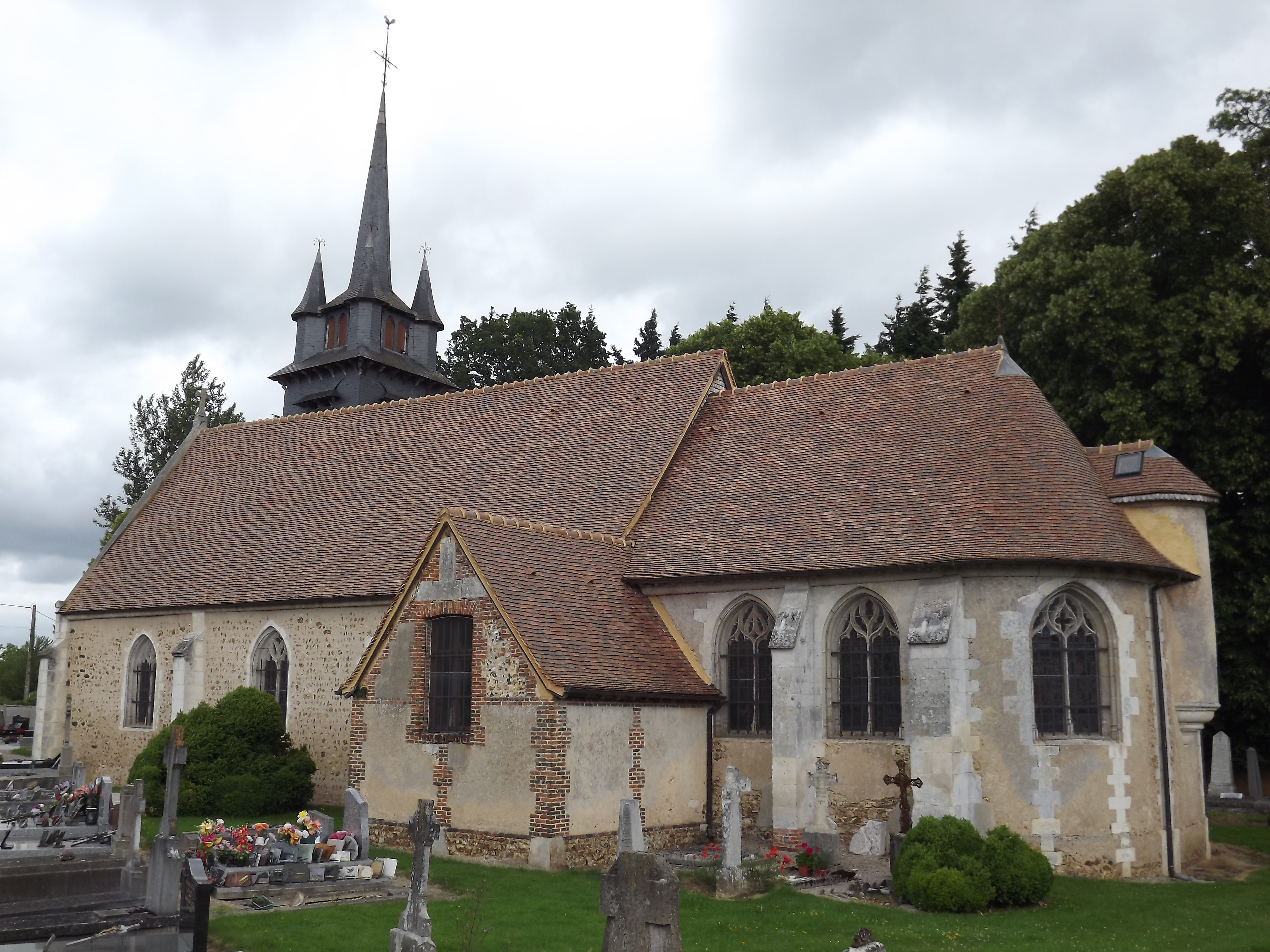
Église Saint-Pierre de Granchain (face Sud)

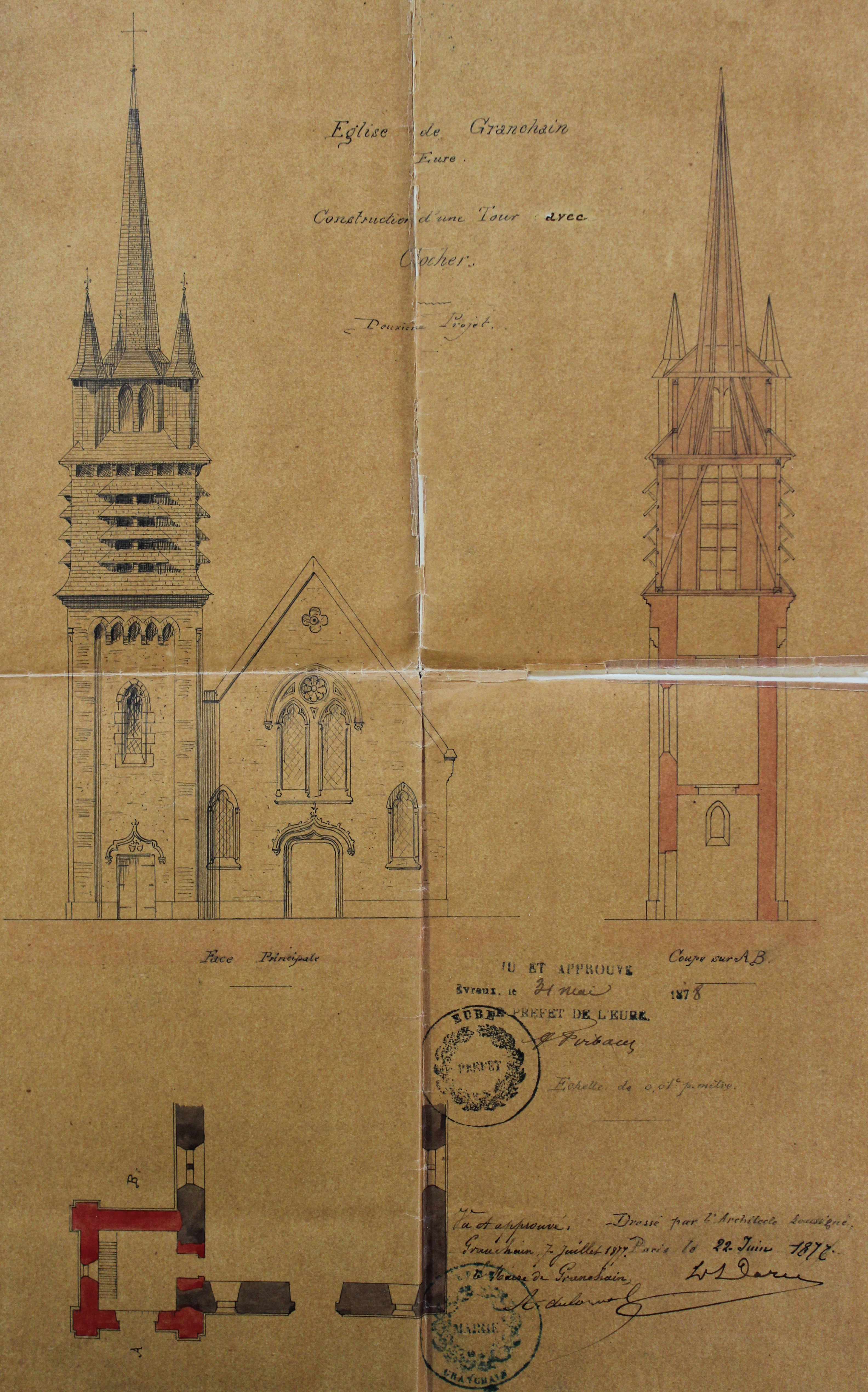
Projet de 1877 pour la construction d'une tour avec clocher pour l'église Saint-Pierre
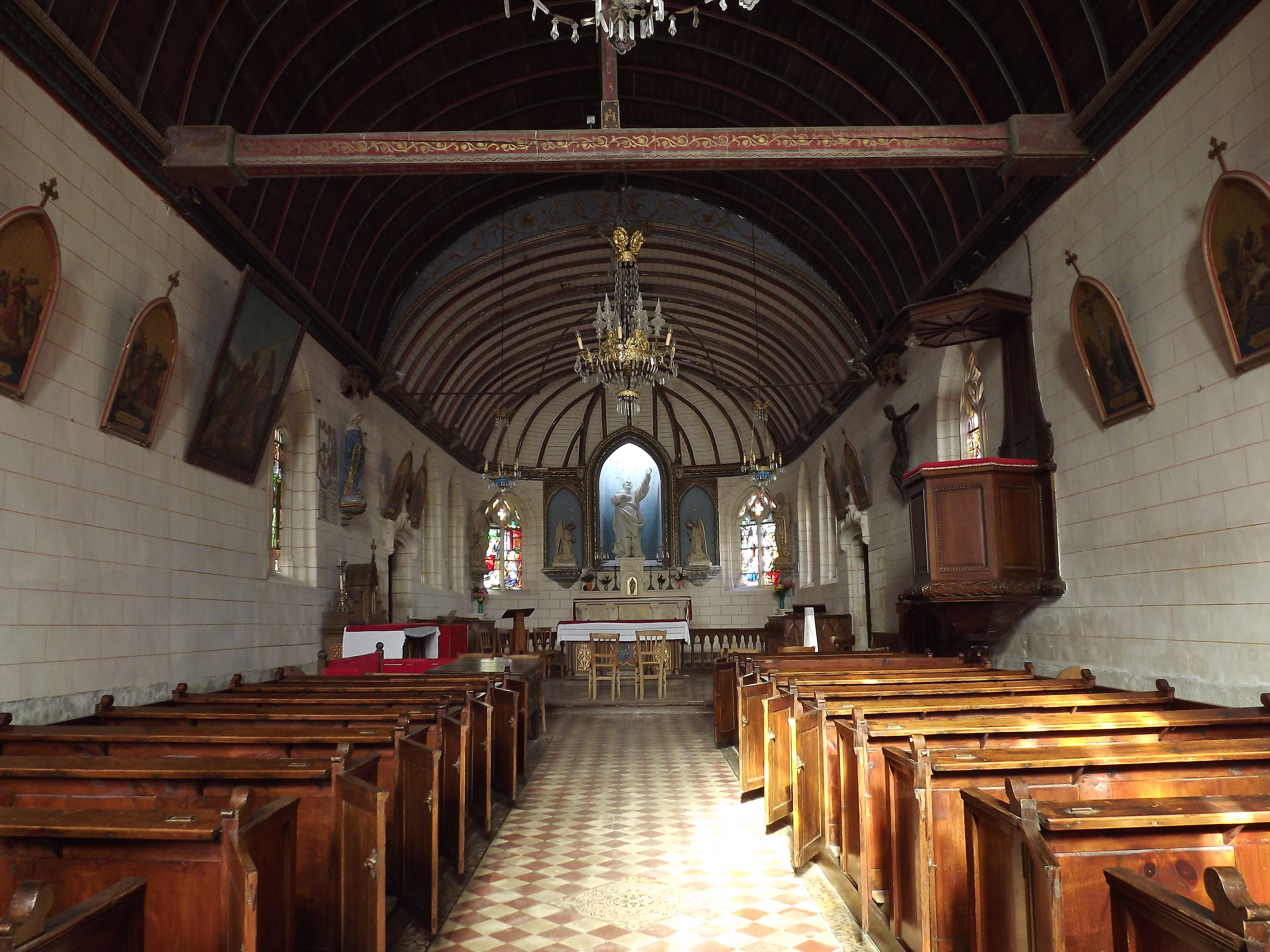
Chœur de l'église Saint-Pierre de Granchain
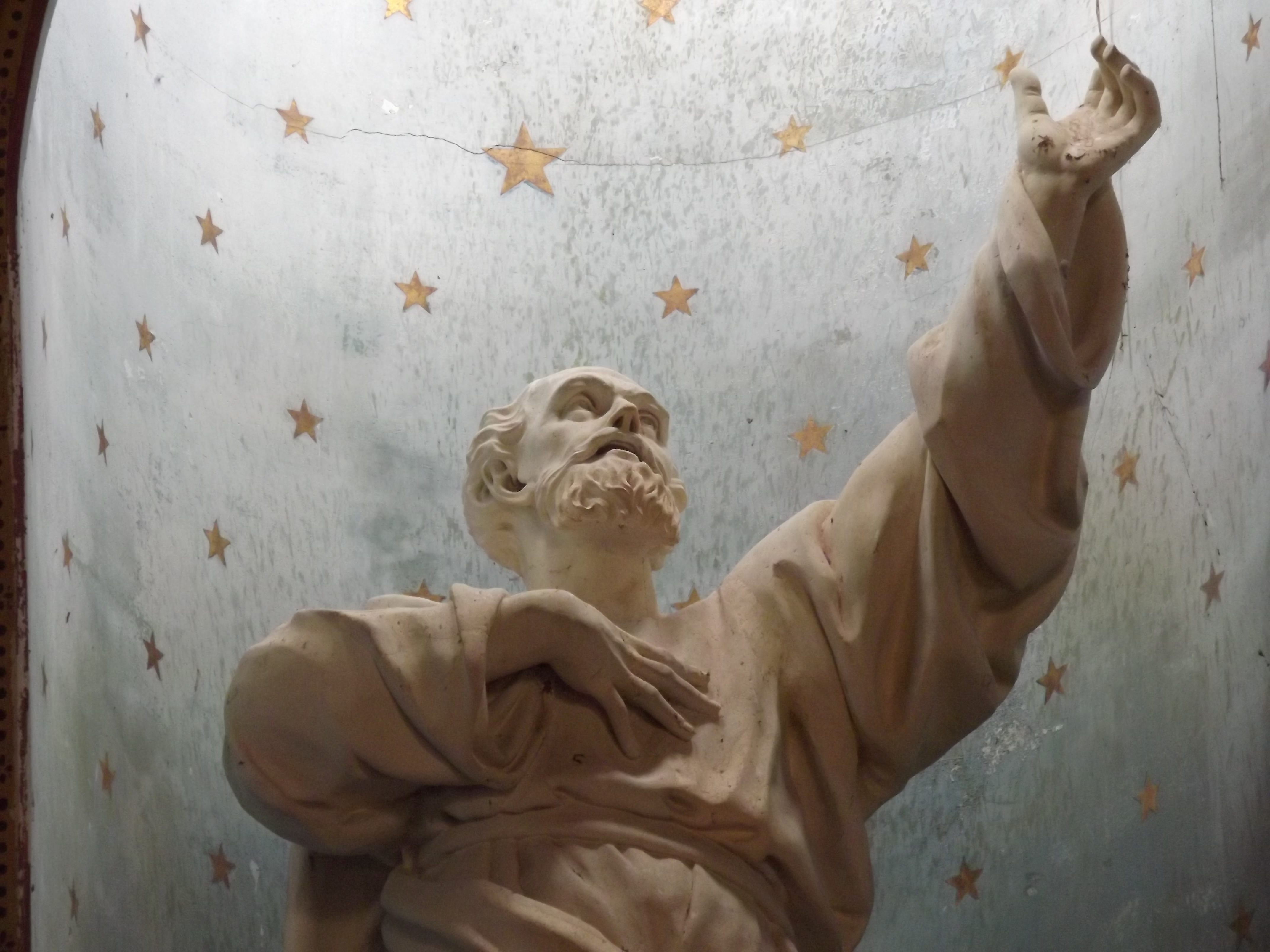
Statue de saint Pierre dans l'ensemble du maître-autel (détail de la figure colossale), fin XIXe siècle
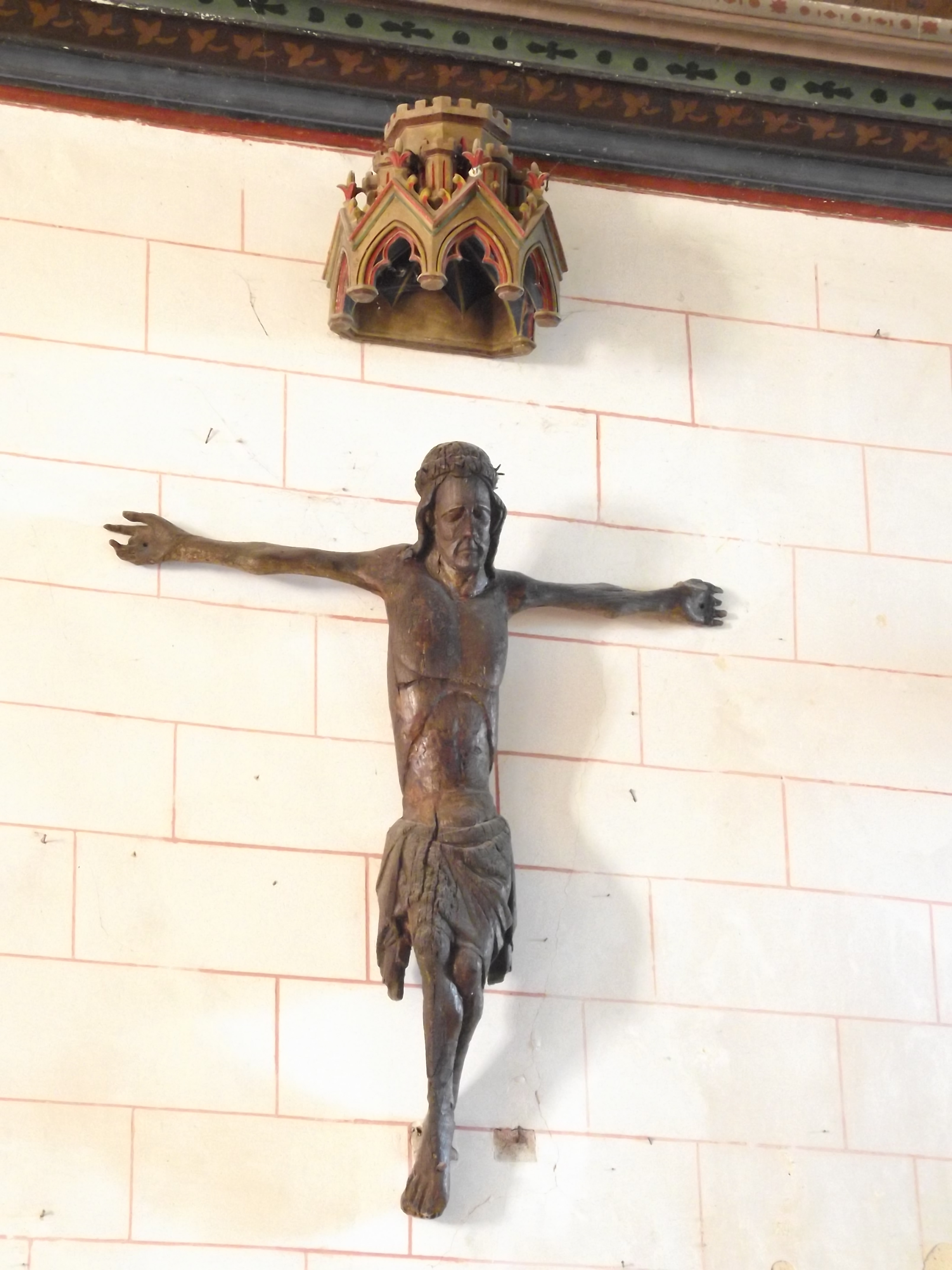
Christ, statue de poutre de gloire, bois sculpté et ciré, traces de polychromie, XIVe siècle
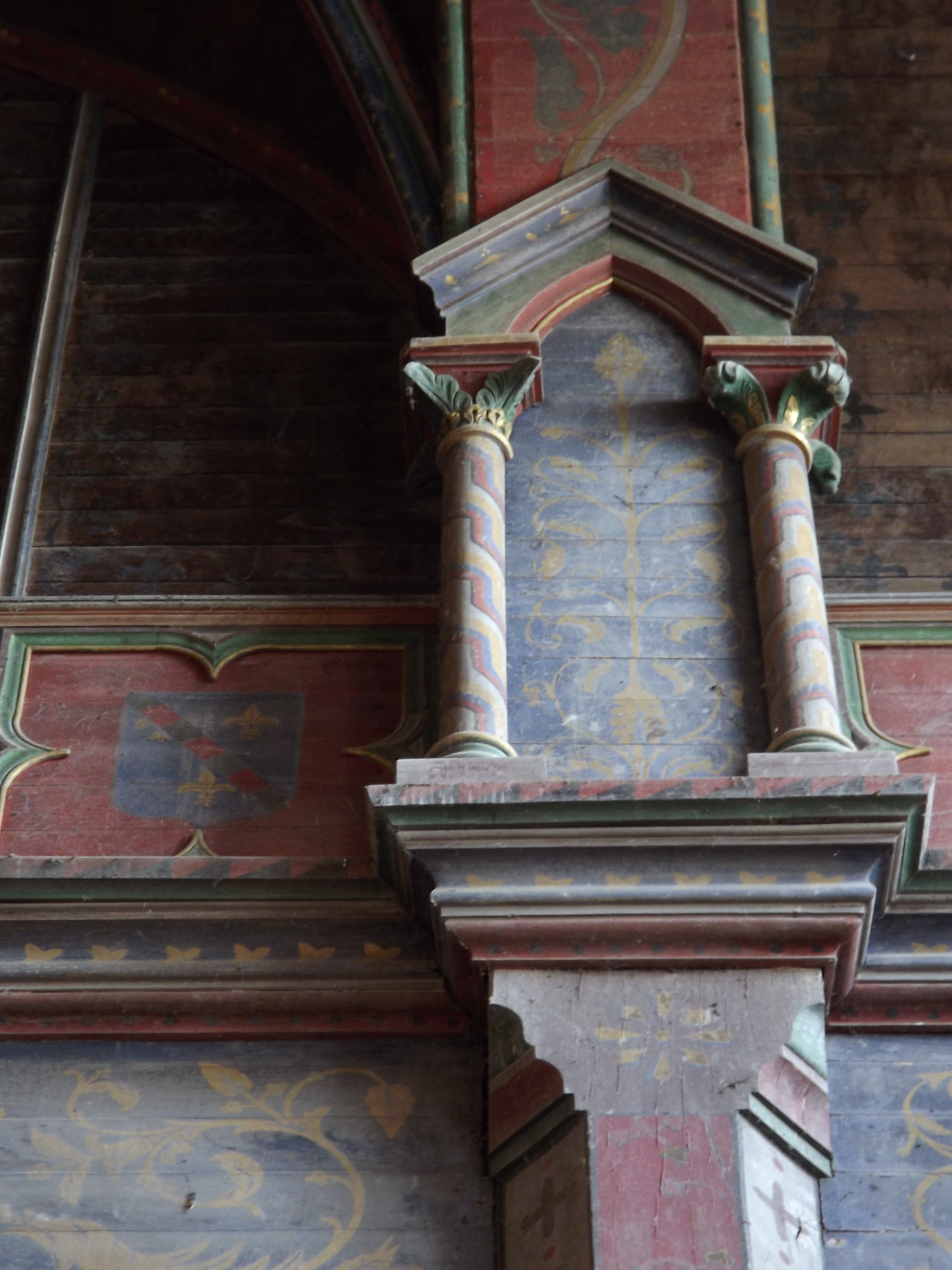
Motifs peints sur le lambris formant un dôme au-dessus de l'entrée de l'église, XIXe siècle
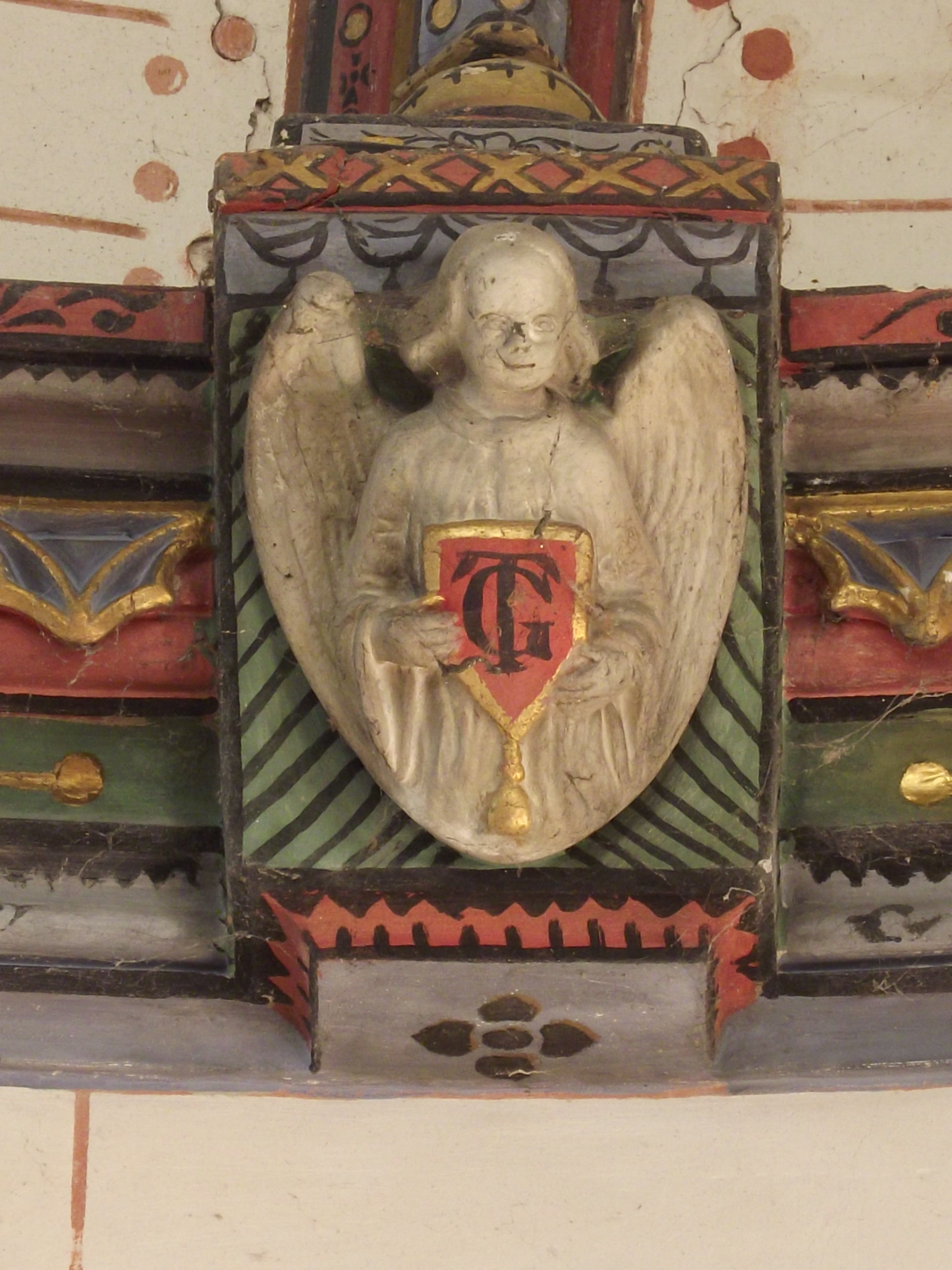
Motif représentant un ange placé à la base de la voute au-dessus du chœur, XIXe siècle
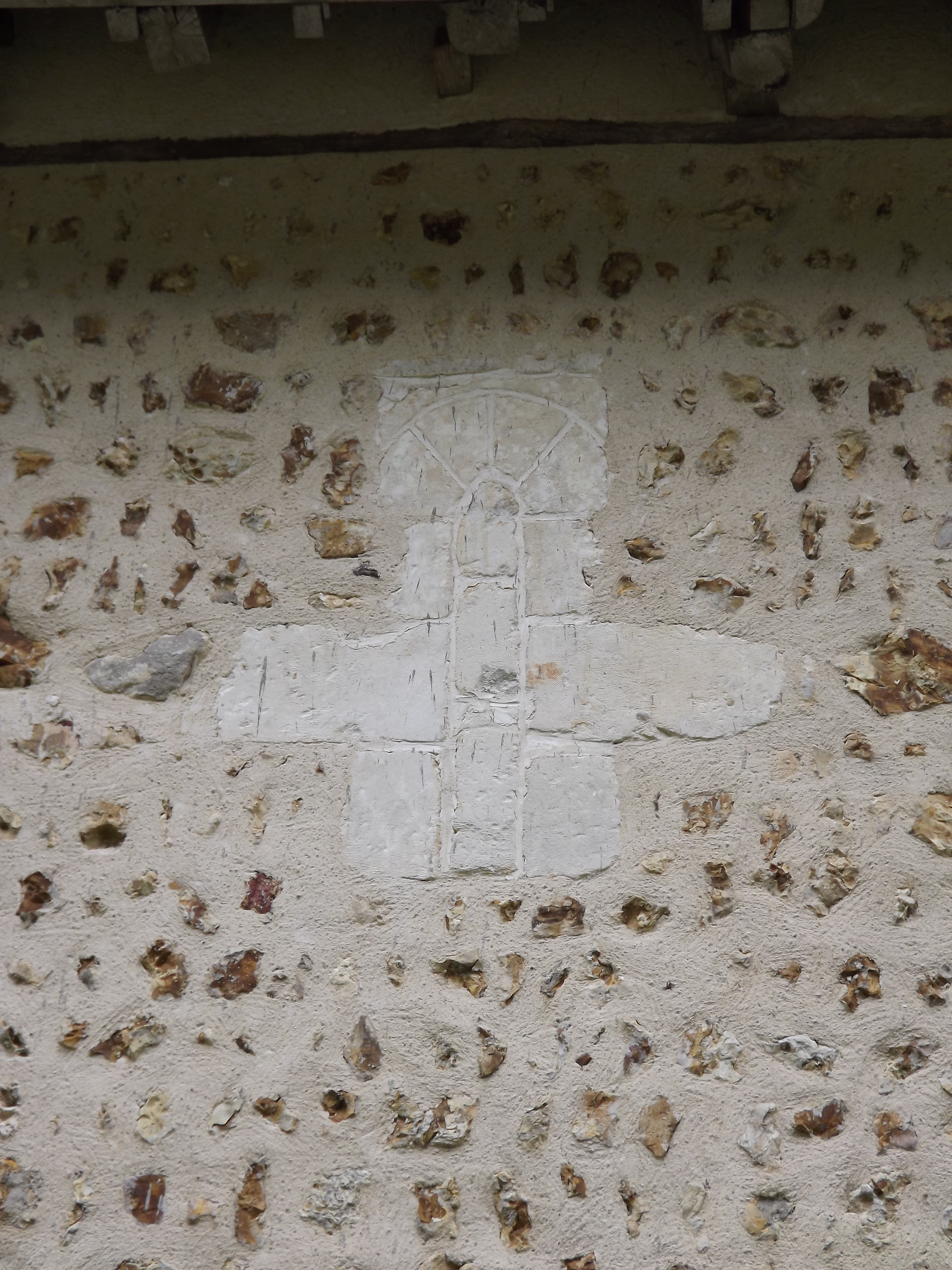
Emplacement d'une ancienne ouverture, XIIe siècle (Face Nord)
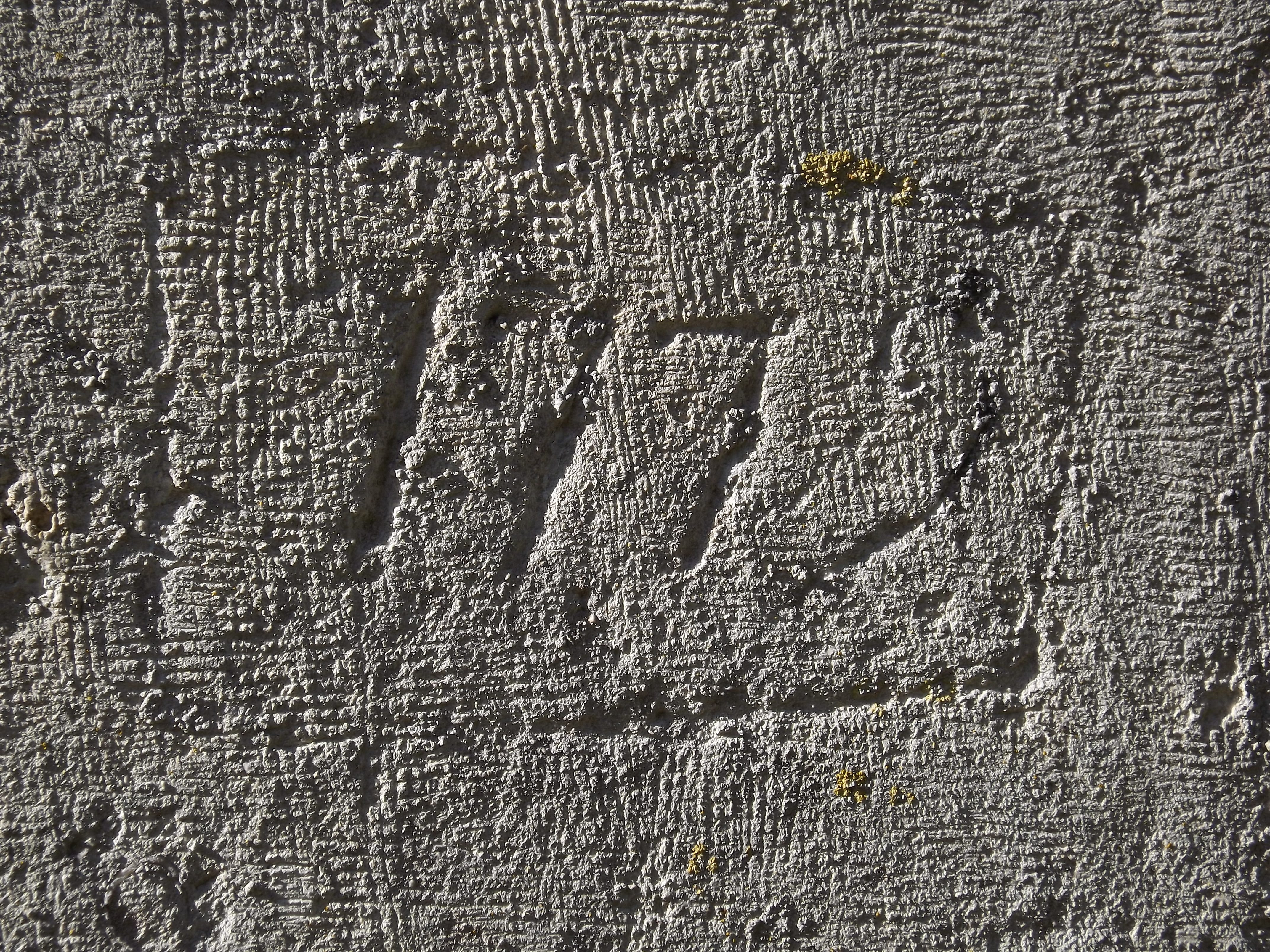
Date (1779) gravée sur le mur extérieur de l'église Saint-Pierre de Granchain (face Nord)
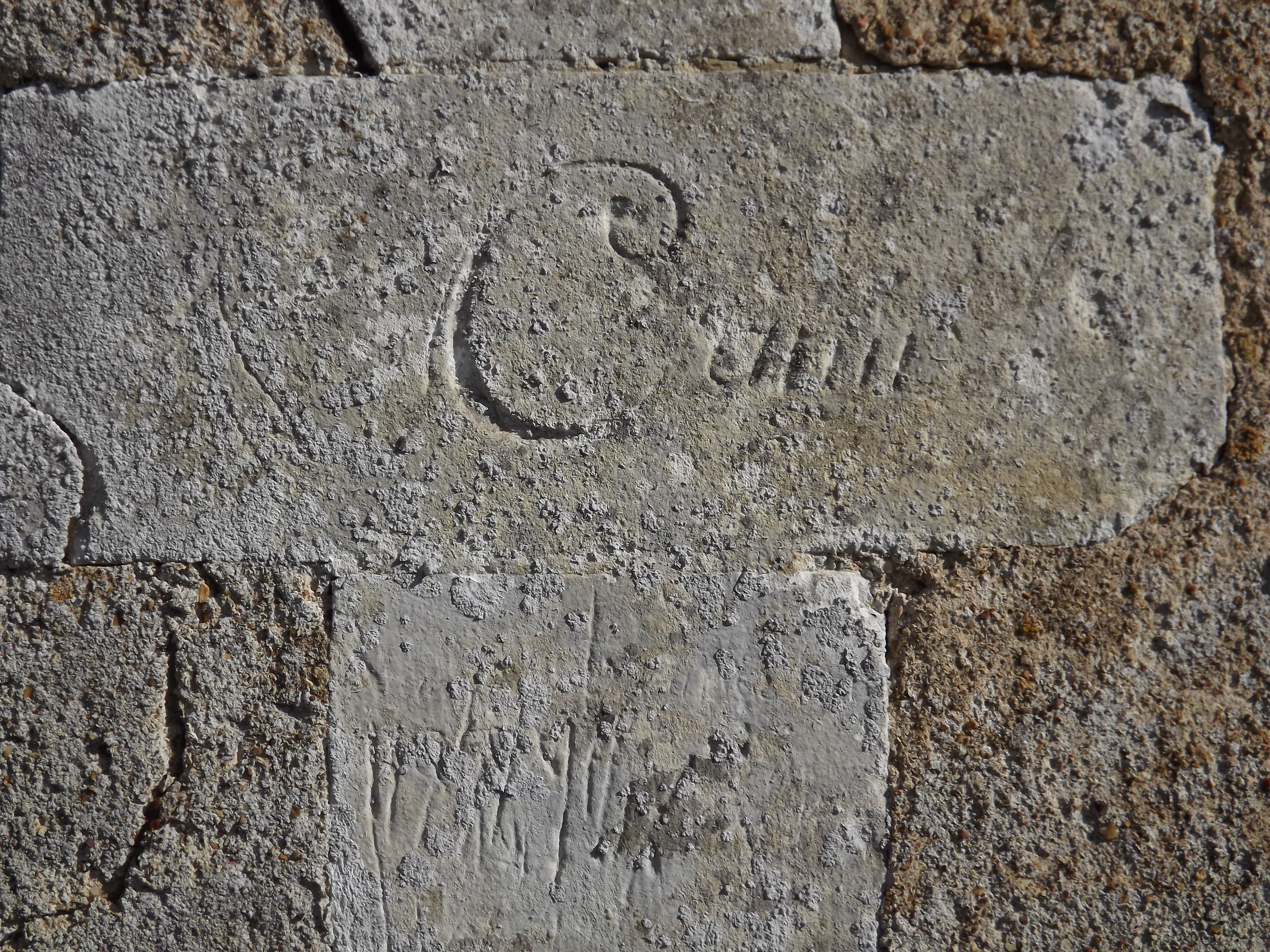
Inscriptions diverses gravées sur le mur extérieur de l'église Saint-Pierre de Granchain (face Sud)

Dans le vieux cimetière se trouvent les tombes des familles de Liberge de Granchain et Deshayes de Forval, ainsi que celle du capitaine de frégate Pierre Charles François d'Argence (1764 - 1833).

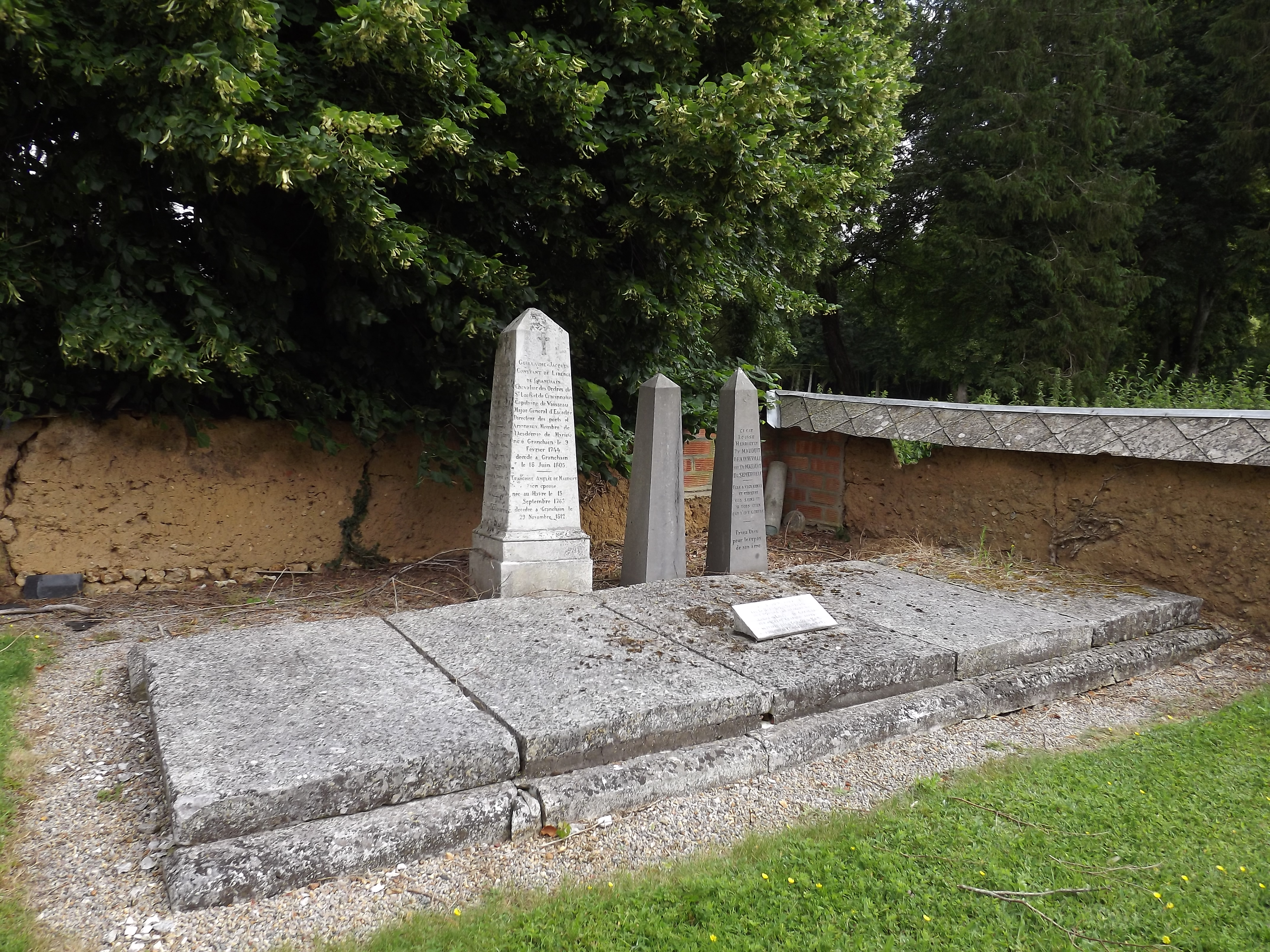
Tombe de l'Amiral Guillaume Jacques Constant de Liberge de Granchain (1744-1805) et de sa famille.
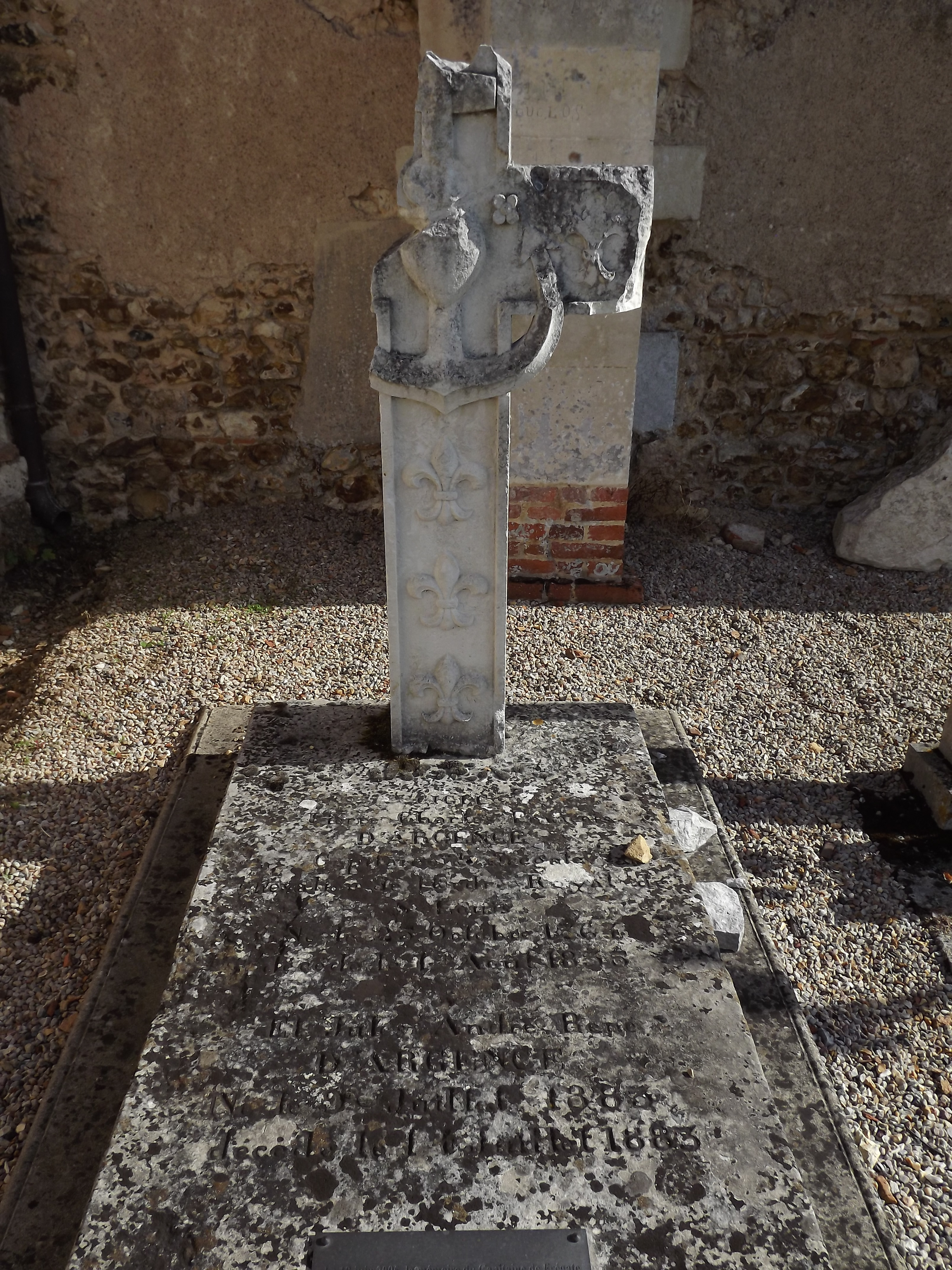
Tombe du capitaine de frégate Pierre Charles François d'Argence (1764 - 1833).

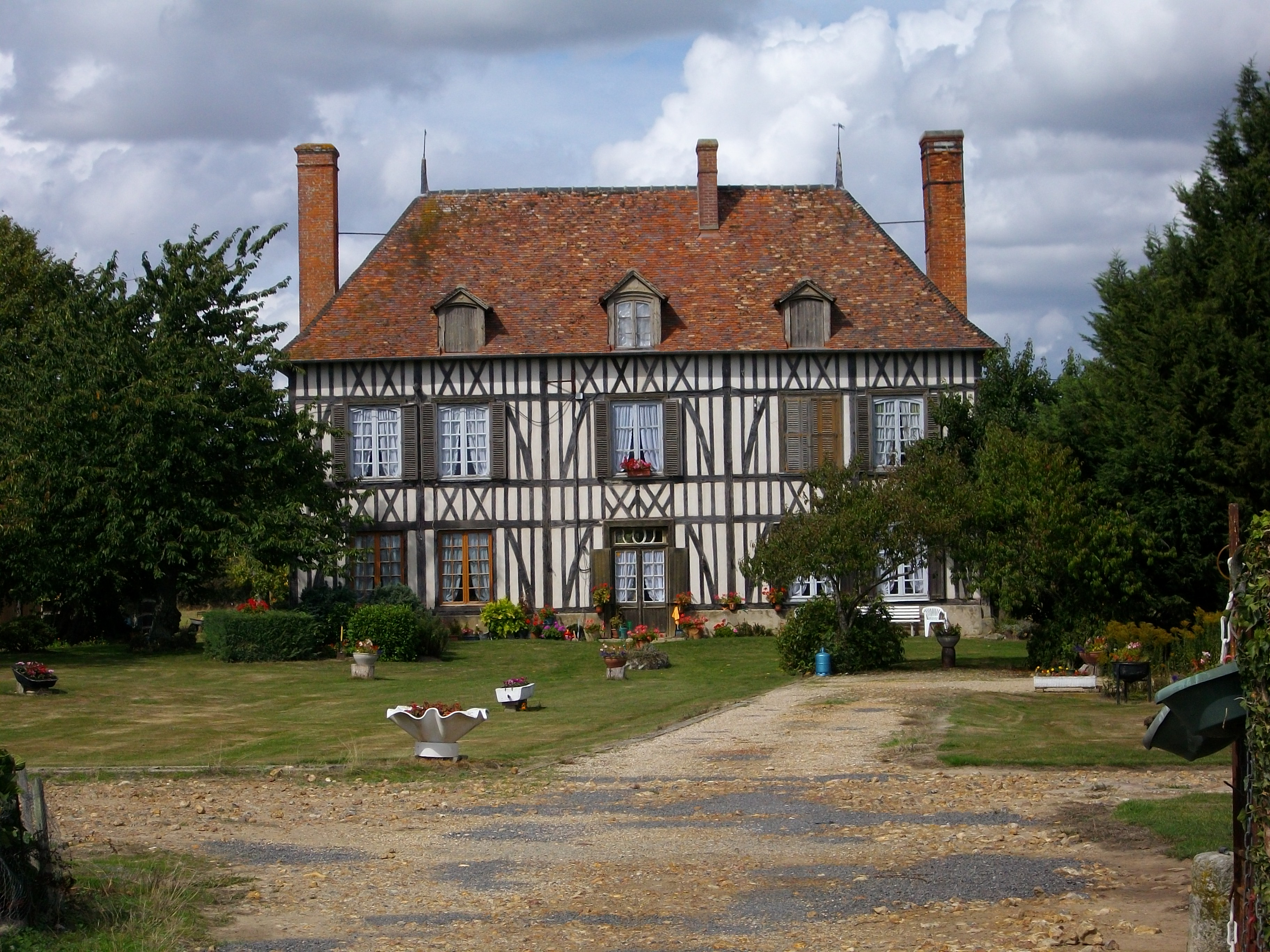
La Rufaudière.

La Rufaudière est un fief mentionné depuis 1562, année où les héritiers de Guillaume le Loutterel, seigneurs du lieu, furent taxés pour le ban à 7 livres et 4 sols, ce qui représentait alors le dixième du revenu du fief.
C'est en tant que seigneur de la Rufaudière que Louis d'Argence fut maintenu noble en 1667 par l'intendant Bernard de Marle ; il avait épousé Marie Morin, qui lui donna un autre Louis d'Argence, lequel en mourant laissa un fils du même nom qui rendit aveu pour La Rufaudière en 1690. Ancien manoir, le logis de La Rufaudière fut reconstruit en 1774. En 1789, le seigneur de la Rufaudière était l'abbé d'Argence, prêtre, alors curé de Grandcamp. Les armes des d'Argence sont : "de gueules, à une fleur de lys d'argent".

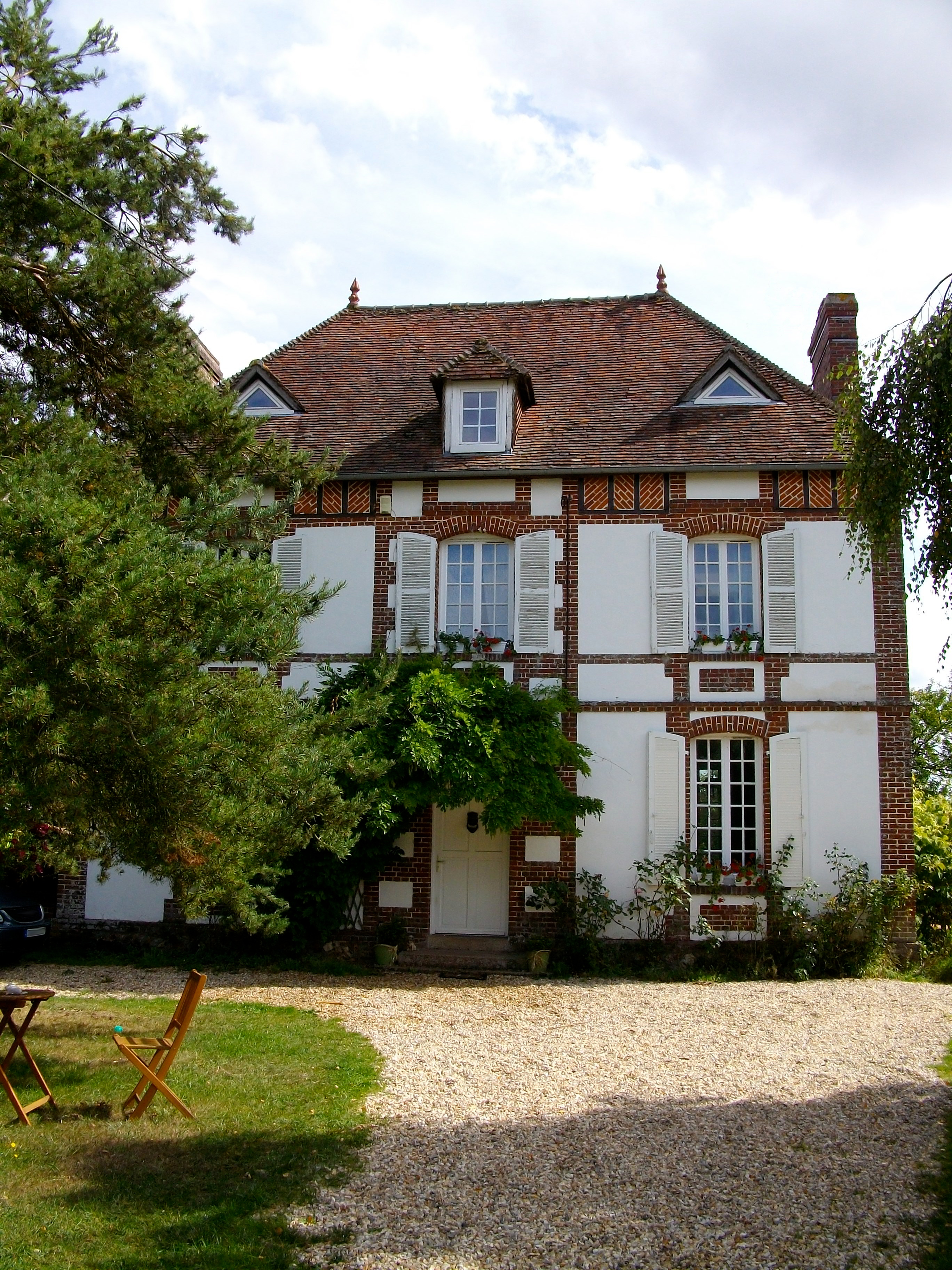
Presbytère de Granchain (reconstruit en 1899).

Le Presbytère a été reconstruit à la fin du XIXe siècle sur l'emplacement même d'un plus ancien. 
L'ancien presbytère était à l'origine une maison mise à la disposition des curés desservant la paroisse par les propriétaires du château de Granchain. C'est la famille Deshayes de Forval qui vend cette maison, ses dépendances et son terrain à la mairie de Granchain pour en faire officiellement le presbytère de la commune en décembre 1845 pour la somme de 2400 francs. En 1851, une partie du terrain est prélevée pour réaliser la cour de récréation de l'école des filles (aujourd'hui bâtiment appartenant à la commune attenant à la grange aux dîmes).
Au cours de la deuxième moitié du XIXe siècle, la maison du presbytère étant particulièrement en mauvais état, le curé de Granchain s'en plaint et la commune envisage alors la réalisation de travaux de réfection et, en particulier, sa mise hors d'eau. La commune achète ainsi 4000 vieilles tuiles à Madame de Sainte-Opportune à Saint-Quentin-des-Isles. Mais les travaux de réfection ne suffisant plus, la commune décide alors la reconstruction du presbytère en 1897.
Avec la Loi de séparation des Églises et de l'État de 1905, l'abbé Dodeux, curé de Saint-Aubin-le-Vertueux et desservant Granchain perd la jouissance du nouveau presbytère. Celui-ci est désormais loué par la commune aux curés desservant Granchain (Huret - 1907 ; Heroult - 1910 ; Chéron - 1914). En 1917, Mademoiselle Victorine Magne qui dirige une petite école à Saint-Clair d’Arcey et qui souhaite venir en aide aux orphelins de guerre, loue le presbytère de Granchain pour réaliser son projet. C’est ainsi qu’elle y fonde en 1918 son Œuvre Familiale. Les orphelins devenant trop nombreux, elle s’installera dans un nouveau local à Bernay au 21 rue du Collège, qui prendra le nom d'Orphelinat Notre-Dame. Là aussi manquant rapidement de places, Mlle Victorine Magne installera alors sa fondation à Lisieux où, le 1er mai 1922, elle prend le nom d'Œuvre Familiale de Thérèse de Lisieux. Après le départ de Mademoiselle Victorine Magne, l'ancien presbytère continue d'être loué à des particuliers à partir de 1923 avant d'être vendu. L'ancien presbytère reste aujourd'hui une propriété privée.

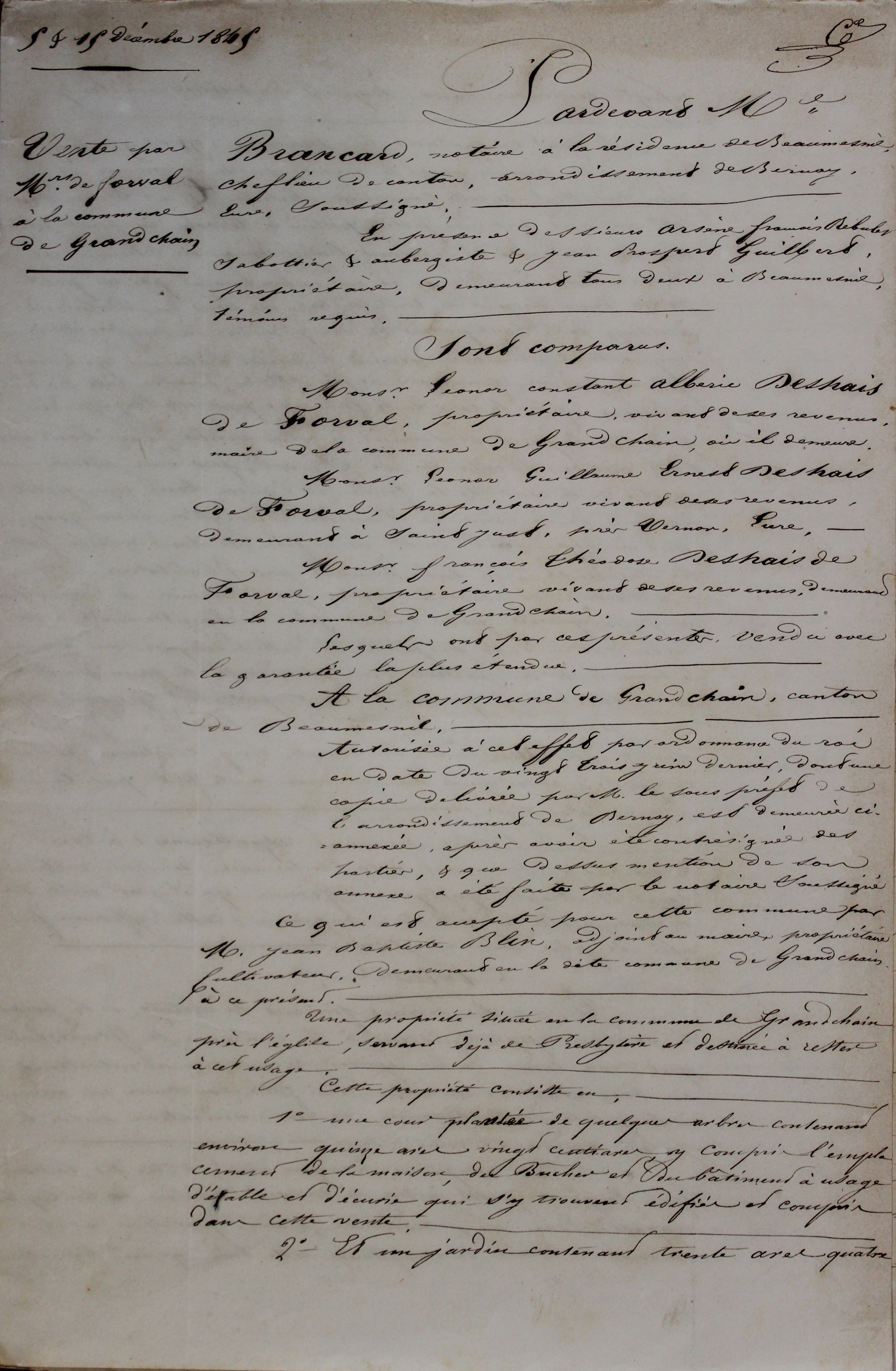
Acte de vente de l'ancien presbytère par la famille Deshayes de Forval à la mairie de Granchain, les 5 & 15 décembre 1845 (1re page).
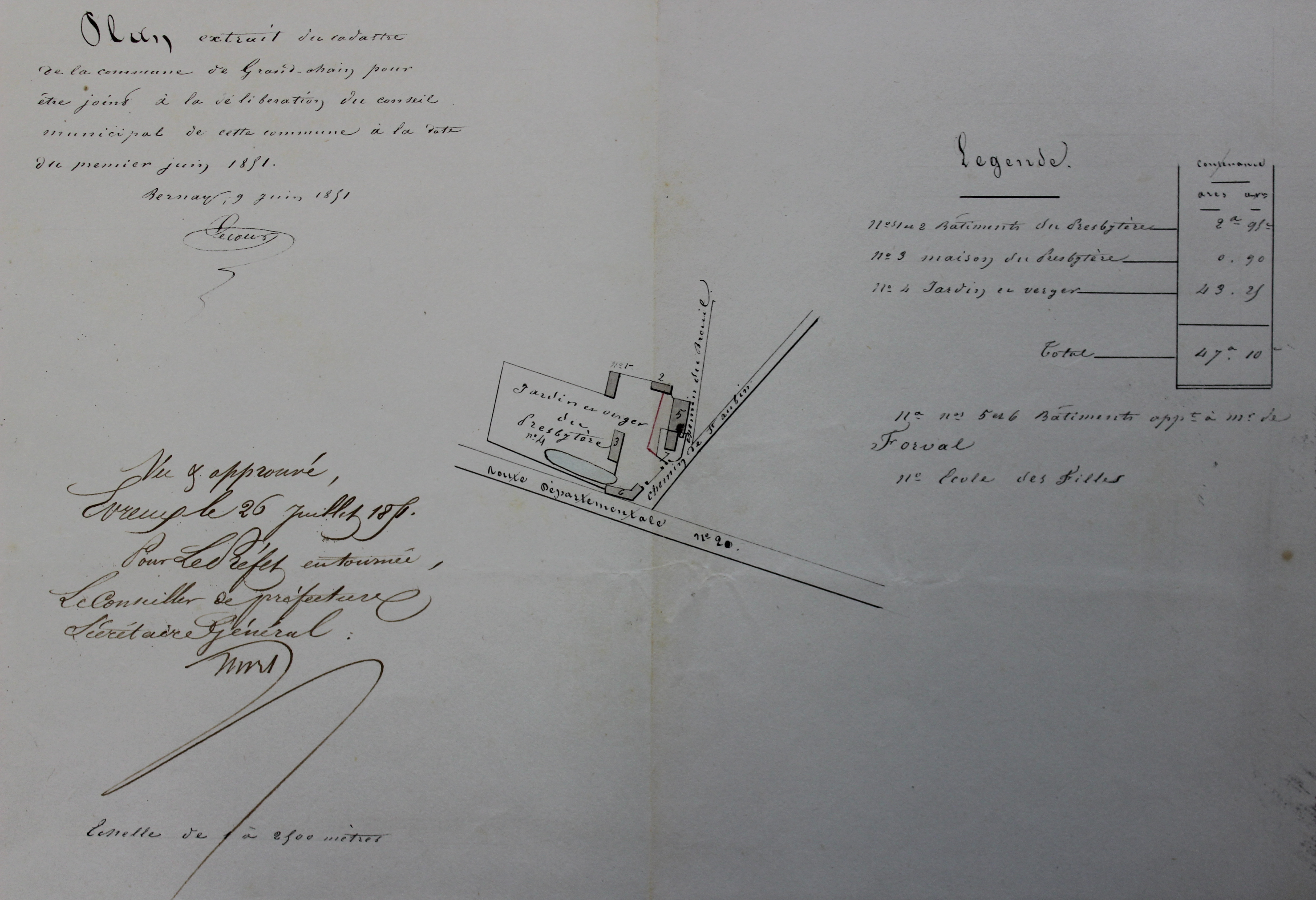
Implantation de l'ancien presbytère et projet de cour de récréation pour l'école des filles (extrait du cadastre réalisé en juin 1851).
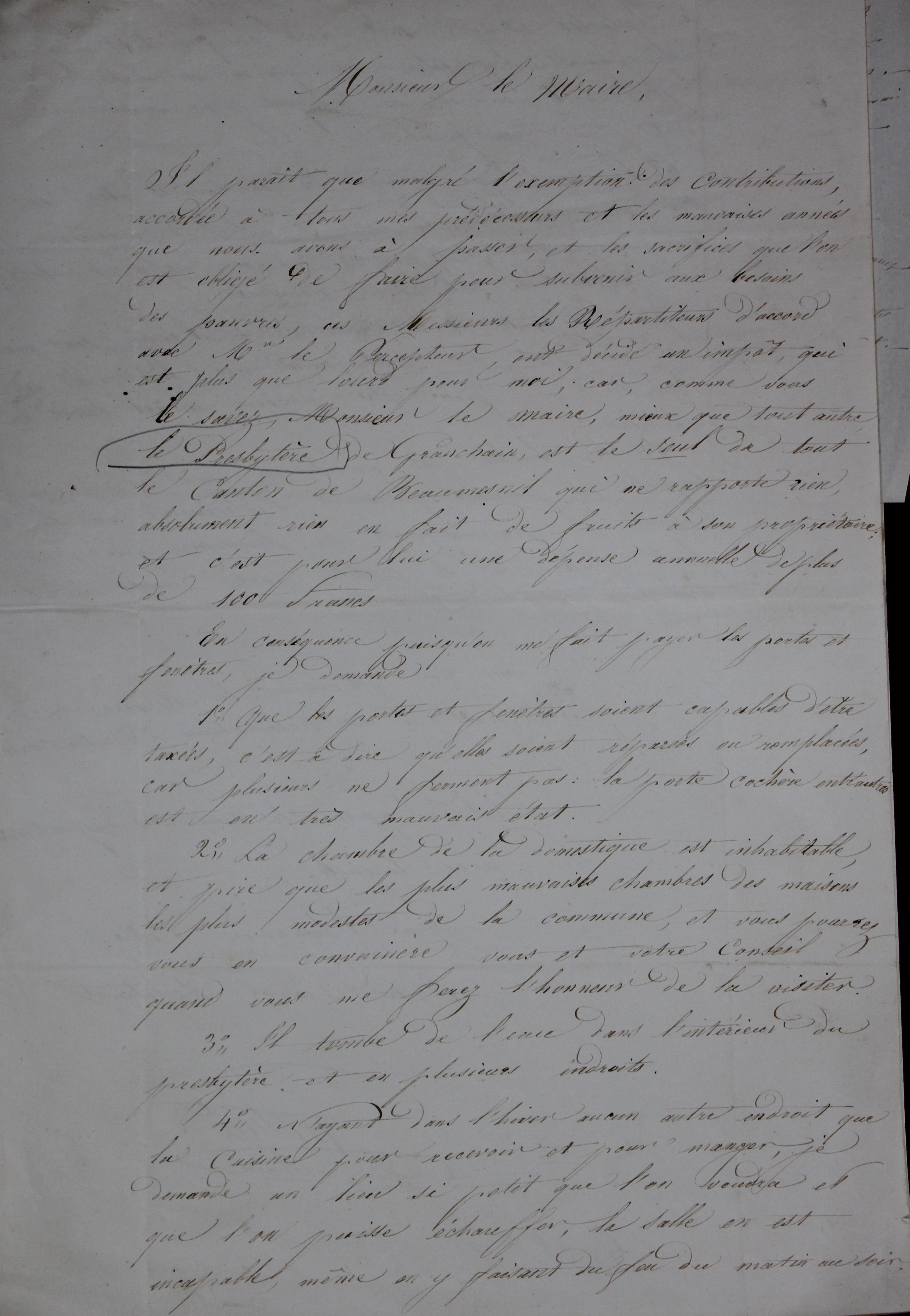
Première page de la lettre écrite dans la deuxième moitié du XIXe siècle par le curé de Granchain au maire de la commune dénonçant l'imposition du presbytère compte tenu de son état.
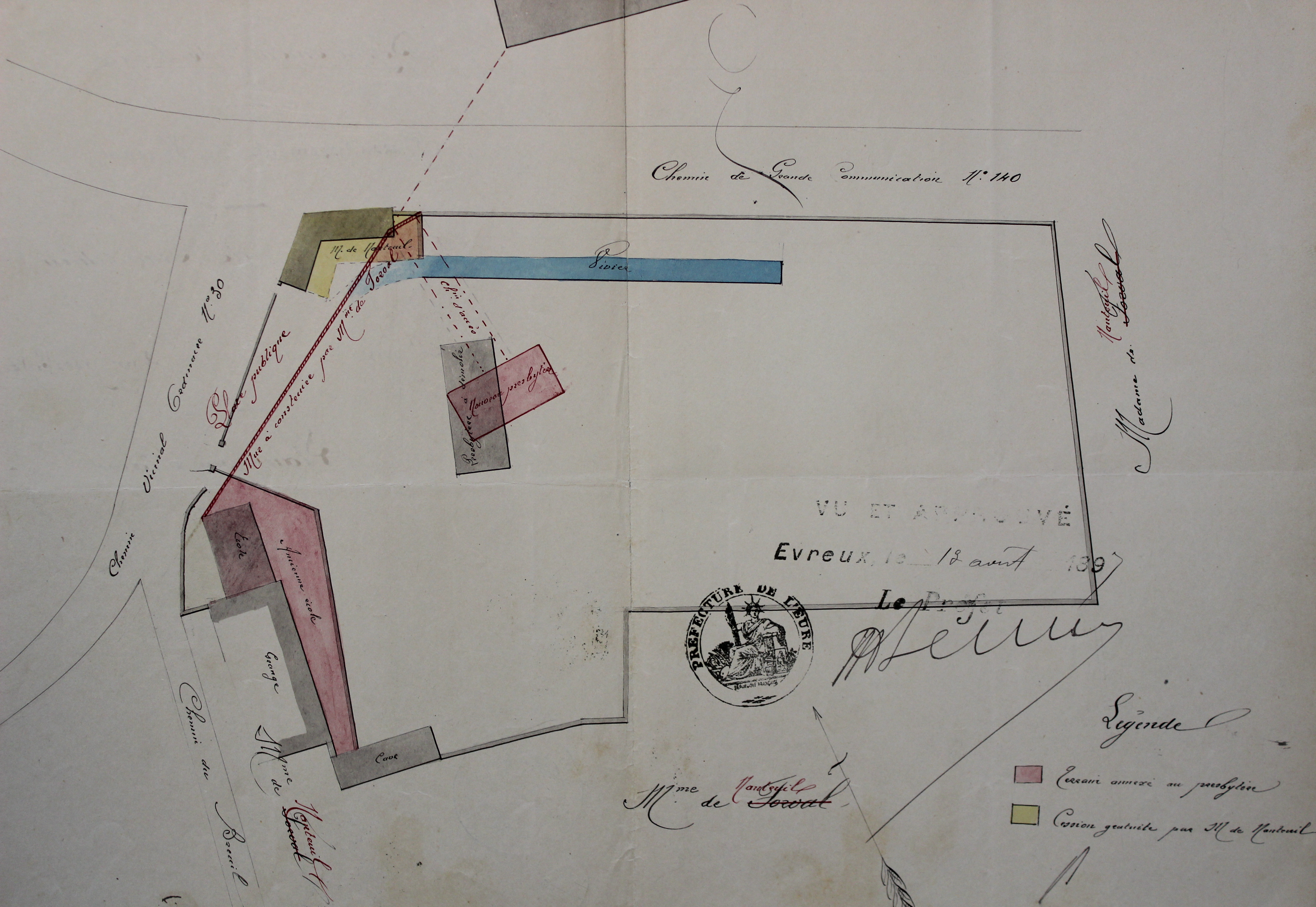
Projet de modification de l'implantation du nouveau presbytère à Granchain proposé en août 1897
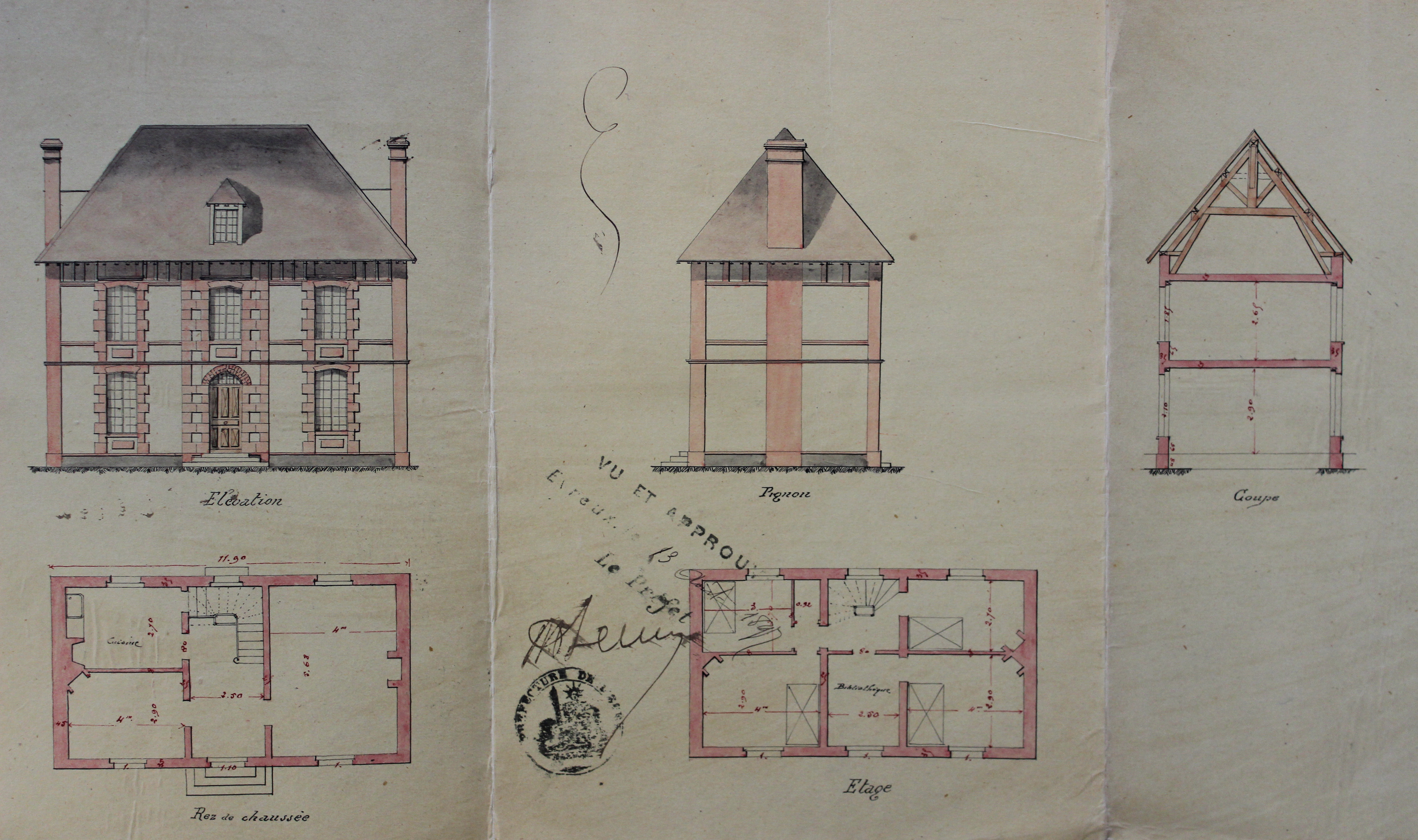
Projet de construction du nouveau presbytère à Granchain présenté en août 1897

Le patrimoine de Granchain comprend également Le Castel édifice fortifié XVIIe siècle, des maisons et fermes XVIIe siècle, XVIIIe siècle et XIXe siècle	, une grange aux dîmes XVIIIe siècle, une croix de cimetière XVIIIe siècle	 et une croix de chemin XIXe siècle.

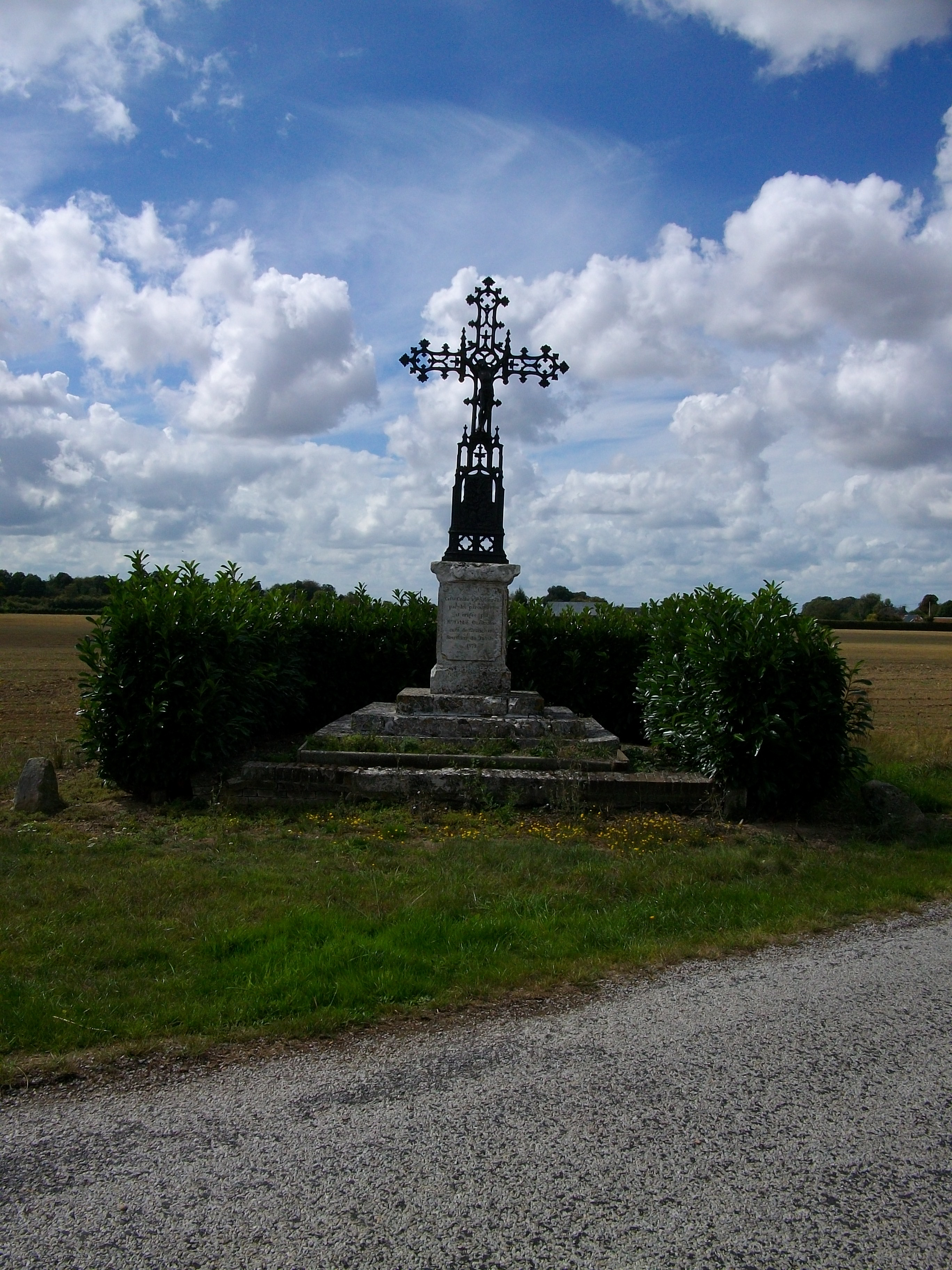
Croix de chemin réalisée par Herquelle en 1879.

Au hameau de Beuron se trouvait un orme remarquable appelé « L'ormesse du Beuron » qui fut abattu vers 1840.

## Musique et Littérature
En 1820, une chansonnette intitulée La petite Châtelaine de Grandchain est composée sur des paroles de Monsieur le chevalier de Saint-Denis et un accompagnement au piano ou harpe de Berton fils
Une scène du feuilleton Le Drame du Val-Martin écrit par Victor Garien et publié en 1899 dans le journal Le Petit Parisien se déroule à Granchain.
Le chef-d’œuvre Martine de Jean-Jacques Bernard, se déroule dans un village appelé Grandchin avec un décor "normand" de pommiers, de bois et de champs pour cette mélancolique histoire d’une petite paysanne qui aime et souffre en silence.

## Personnalités liées à la commune
- Guillaume Jacques Constant de Liberge de Granchain (1744 - 1805), navigateur et géographe.
- Elmire Vautier (1897 - 1954), actrice de cinéma